# The Strain
The Strain è una serie televisiva statunitense di genere horror creata da Guillermo del Toro e Chuck Hogan, basata sulla trilogia di libri Nocturna, degli stessi del Toro e Hogan, e composta da: La progenie (The Strain) dal quale è tratta la prima stagione, La caduta (The Fall) dal quale è tratta la seconda stagione, e Notte eterna (The Night Eternal) dal quale è tratta la terza stagione.
La serie ha debuttato il 13 luglio 2014 sul canale FX, mentre in Italia è trasmessa sul canale satellitare Fox dal 9 febbraio 2015; il primo episodio è stato diretto da Guillermo del Toro che ha anche scritto la sceneggiatura insieme a Chuck Hogan.

## Trama
Un aereo atterra al John F. Kennedy International Airport di New York con le luci spente e le porte sigillate. L'epidemiologo Ephraim Goodweather e la sua squadra vengono chiamati a indagare. A bordo dell'aereo trovano duecentosei morti e solo quattro sopravvissuti. La situazione peggiora quando i corpi cominciano a scomparire dagli obitori. Goodweather e un piccolo gruppo di volontari si ritrovano a combattere per proteggere non solo i propri cari, ma la città intera da un antico male che minaccia l'umanità.

## Episodi
| Stagione         | Episodi | Prima TV USA | Prima TV Italia |
| ---------------- | ------- | ------------ | --------------- |
| Prima stagione   | 13      | 2014         | 2015            |
| Seconda stagione | 13      | 2015         | 2015-2016       |
| Terza stagione   | 10      | 2016         | 2016-2017       |
| Quarta stagione  | 10      | 2017         | 2018            |

## Personaggi e interpreti

### Personaggi principali
- Ephraim "Eph" Goodweather (stagioni 1-4), interpretato da Corey Stoll, doppiato da Roberto Certomà.
È un epidemiologo a capo del Canary Team appartenente al CDC di New York.
- Abraham Setrakian (stagioni 1-4), interpretato da David Bradley e Jim Watson (da giovane), doppiato da Bruno Alessandro e Marco Vivio (da giovane).
È un anziano sopravvissuto all'Olocausto di origine armena che gestisce un negozio di pegni a New York. Da quando era giovane combatte le forze del male capitanate dal Padrone.
- Nora Martinez (stagioni 1-2), interpretata da Mía Maestro, doppiata da Sabrina Duranti.
È una epidemiologa che collabora con Goodweather.
- Vasiliy Fet (stagioni 1-4), interpretato da Kevin Durand, doppiato da Massimo Bitossi.
È un disinfestatore di topi di origine ucraina che ha rifiutato l'opportunità di studiare architettura alla Cornell University.
- Eldritch Palmer (stagioni 1-3), interpretato da Jonathan Hyde, doppiato da Gerolamo Alchieri.
È un anziano miliardario gravemente malato che aspira all'immortalità.
- Thomas Eichhorst (stagioni 1-4), interpretato da Richard Sammel, doppiato da Antonio Sanna.
È un individuo misterioso di origine tedesca che ha avuto a che fare con Setrakian in un'altra vita nel campo di sterminio di Treblinka, nel quale lui era un comandante nazista e Setrakian un prigioniero.
- Jim Kent (stagione 1; ospite: stagione 2), interpretato da Sean Astin, doppiato da Luigi Ferraro.
È un amministratore dei CDC di New York e lavora con Goodweather e Martinez.
- Gabriel Bolivar (stagioni 1-2), interpretato da Jack Kesy, doppiato da Andrea Mete.
È uno dei quattro passeggeri superstiti a bordo dell'aereo atterrato al John F. Kennedy International Airport. È un musicista rock dalle abitudini promiscue.
- Kelly Goodweather (stagioni 1-3; ricorrente: stagione 4), interpretata da Natalie Brown, doppiata da Francesca Fiorentini.
È l'ex moglie di Ephraim e madre di Zach.
- Augustin "Gus" Elizalde (stagioni 1-4), interpretato da Miguel Gomez, doppiato da Riccardo Scarafoni.
È un ragazzo di origine messicana che vive con la madre e il fratello. Viene pagato da Eichhorst per trasportare la bara del Padrone.
- Zachary "Zach" Goodweather (stagioni 1-4), interpretato da Ben Hyland (stagione 1) e Max Charles (stagioni 2-4), doppiato da Gabriele Meoni (stagione 1) e Mattia Fabiano (stagioni 2-4).
È il figlio di Ephraim e Kelly Goodweather.
- Dutch Velders (ricorrente: stagione 1; regolare: stagioni 2-4), interpretata da Ruta Gedmintas, doppiata da Perla Liberatori.
Hacker assunta da Palmer per oscurare internet, si rivolta contro il Padrone quando si rende conto di quello che ha fatto.
- Il Padrone (ricorrente: stagione 1; regolare: stagioni 2-4), interpretato da Robert Maillet (stagioni 1-2), Jack Kesy (stagioni 2-3) e Jonathan Hyde (stagioni 3-4), doppiato da Mario Cordova.
È il più giovane dei sette antichi vampiri e antagonista principale della serie. Può impossessarsi dei corpi delle persone.
- Quinlan (stagioni 2-4), interpretato da Rupert Penry-Jones, doppiato da Franco Mannella.
È il figlio mezzosangue del Padrone che, come Abraham, ha sentimenti di vendetta verso il padre.
- Justine Feraldo (ricorrente: stagione 2; regolare: stagione 3), interpretata da Samantha Mathis, doppiata da Emanuela Baroni.
È una tenace consigliera di New York originaria di Staten Island.
- Angel Guzman Hurtado (ricorrente: stagione 2; regolare: stagione 3), interpretato da Joaquín Cosío, doppiato da Roberto Stocchi.
È un ex-wrestler conosciuto con il nome di "The Silver Angel" amico di Gus.

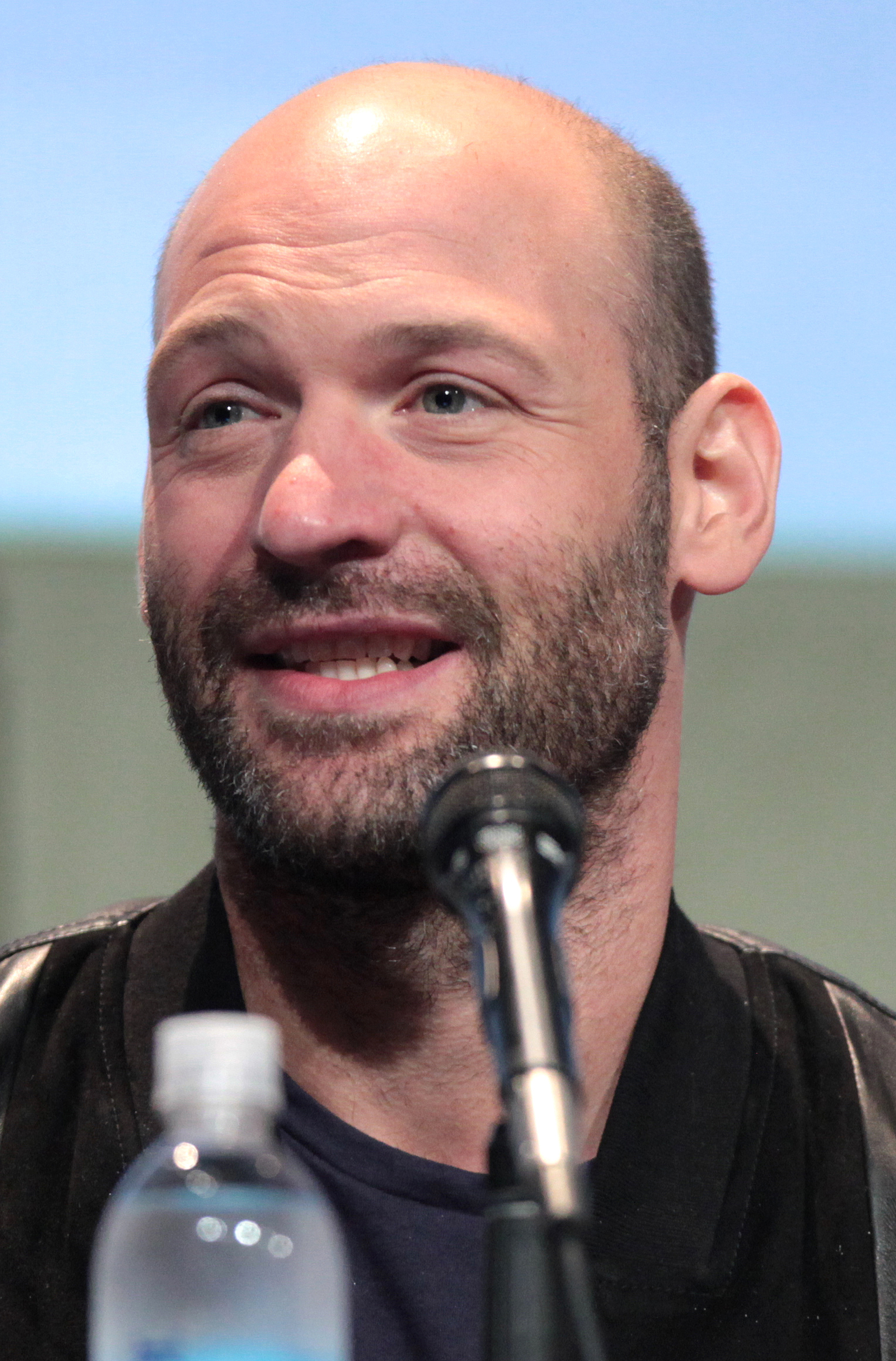
Corey Stoll interpreta Ephraim Goodweather
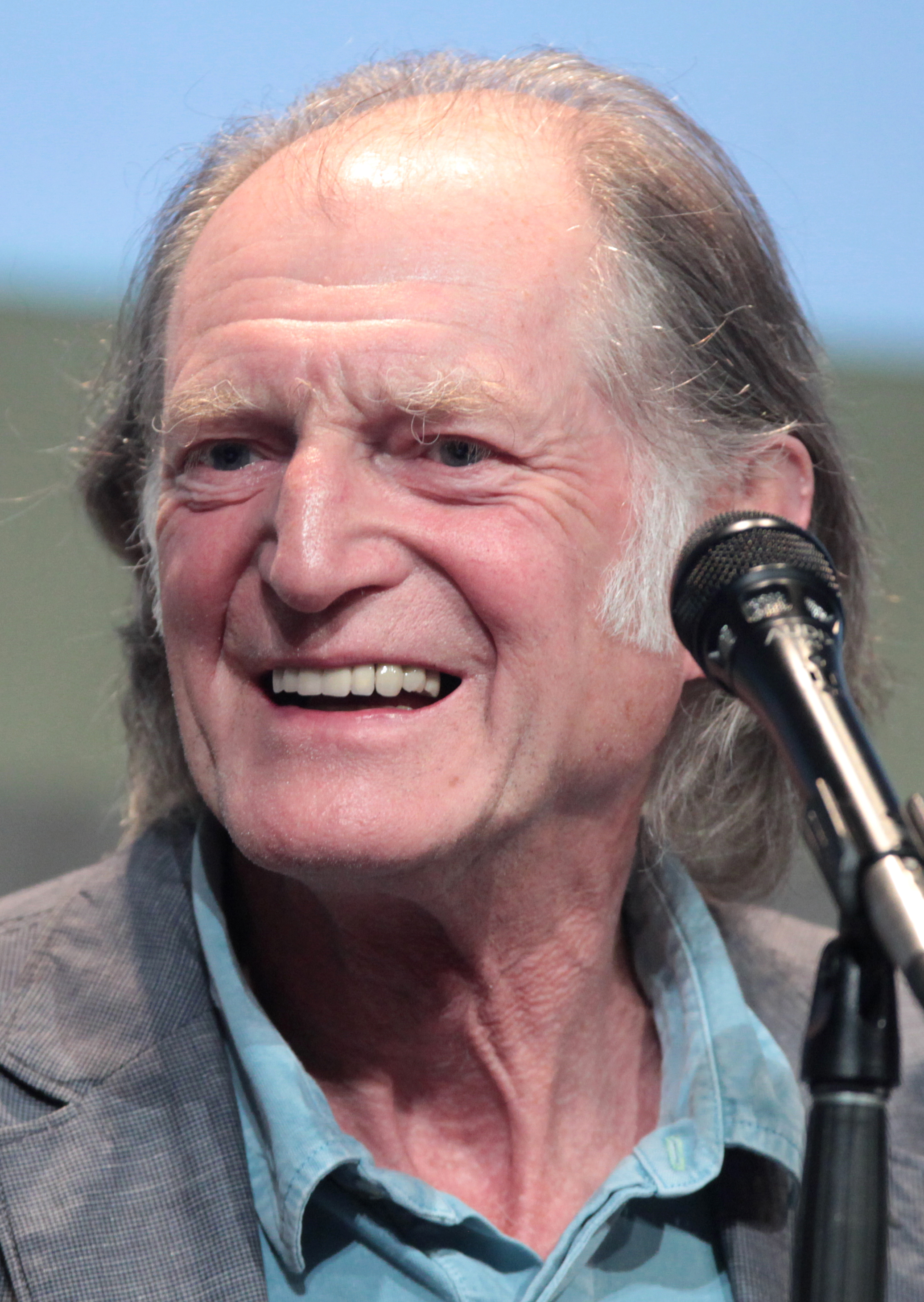
David Bradley interpreta Abraham Setrakian
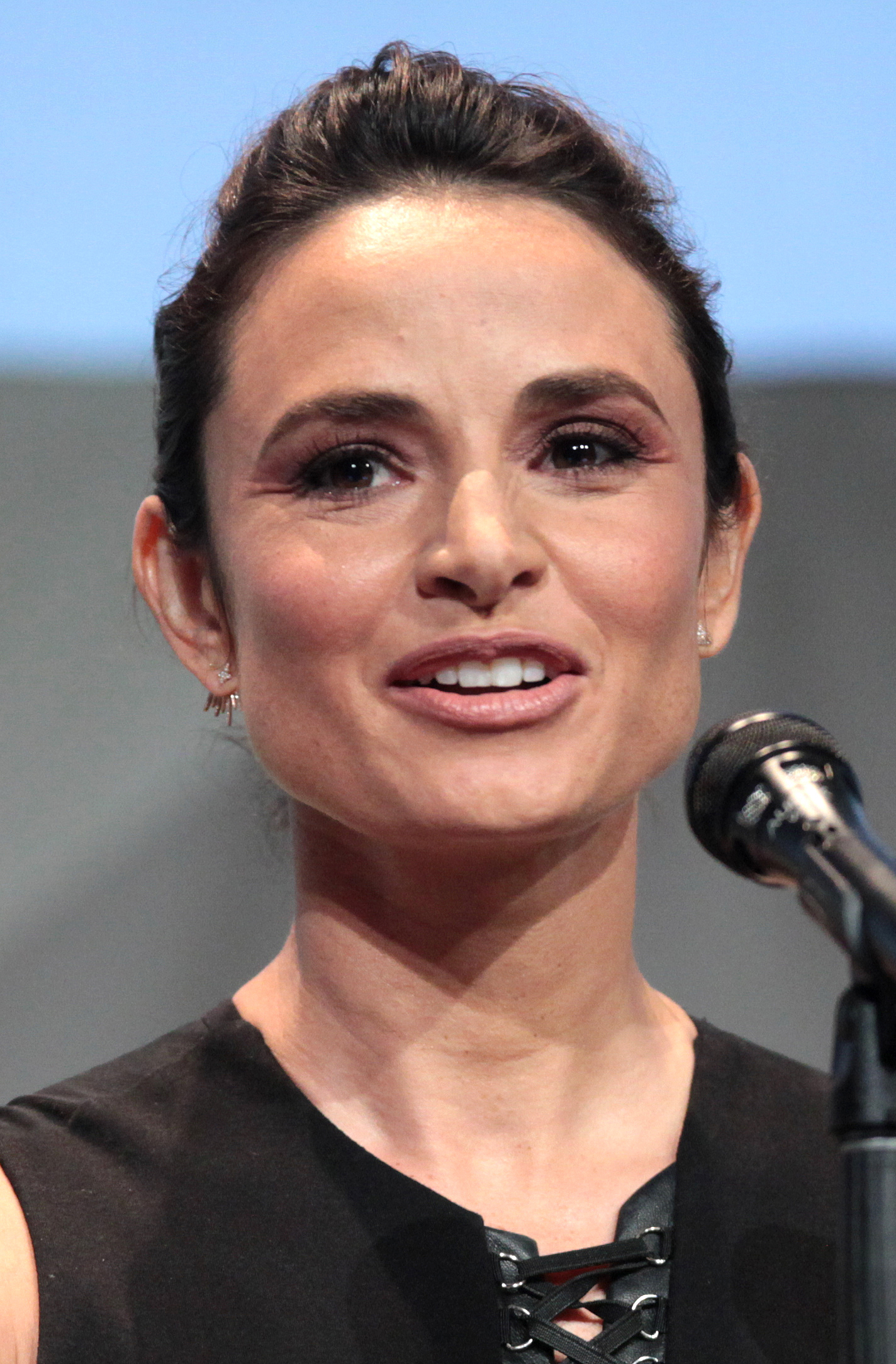
Mía Maestro interpreta Nora Martinez
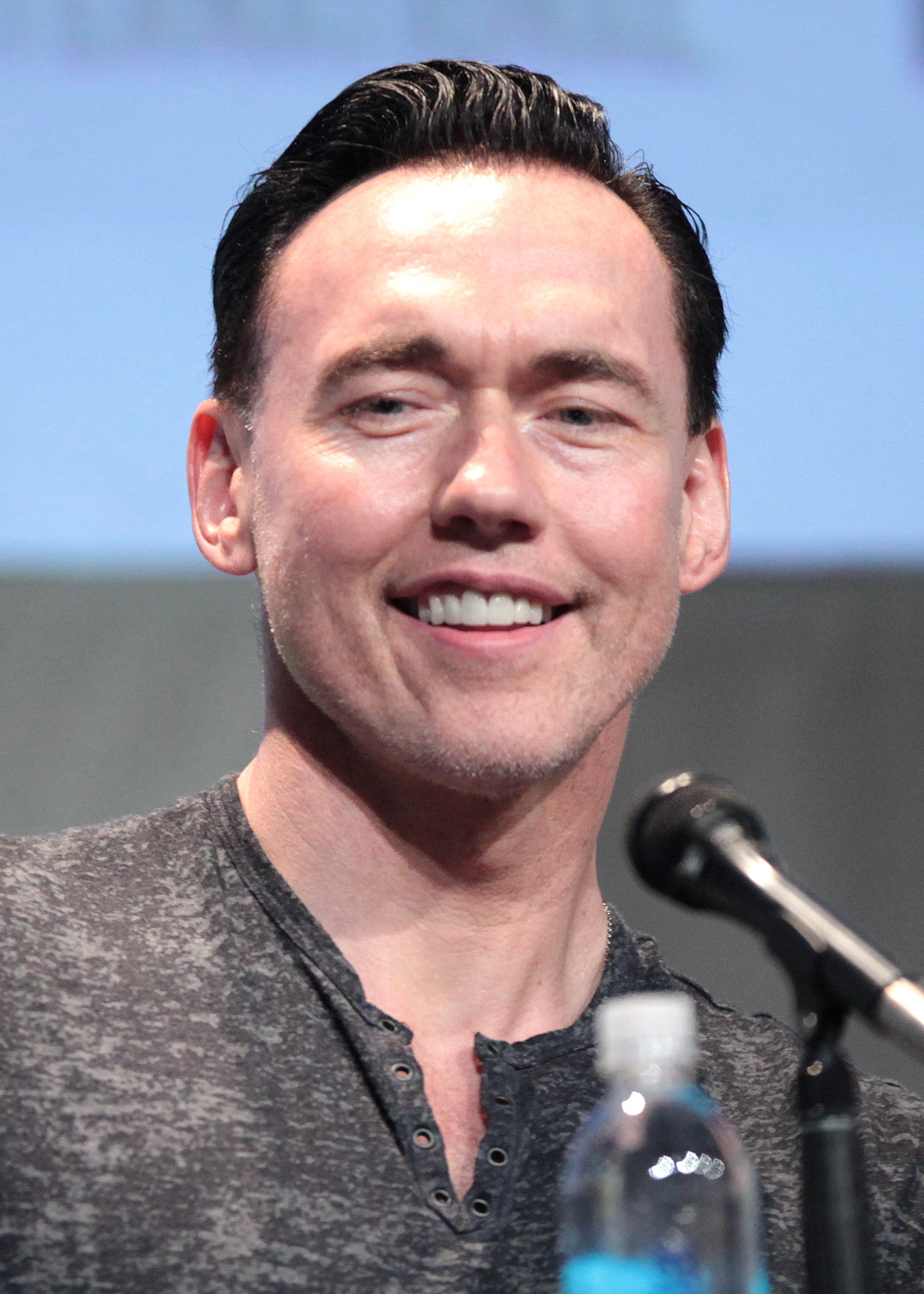
Kevin Durand interpreta Vasiliy Fet
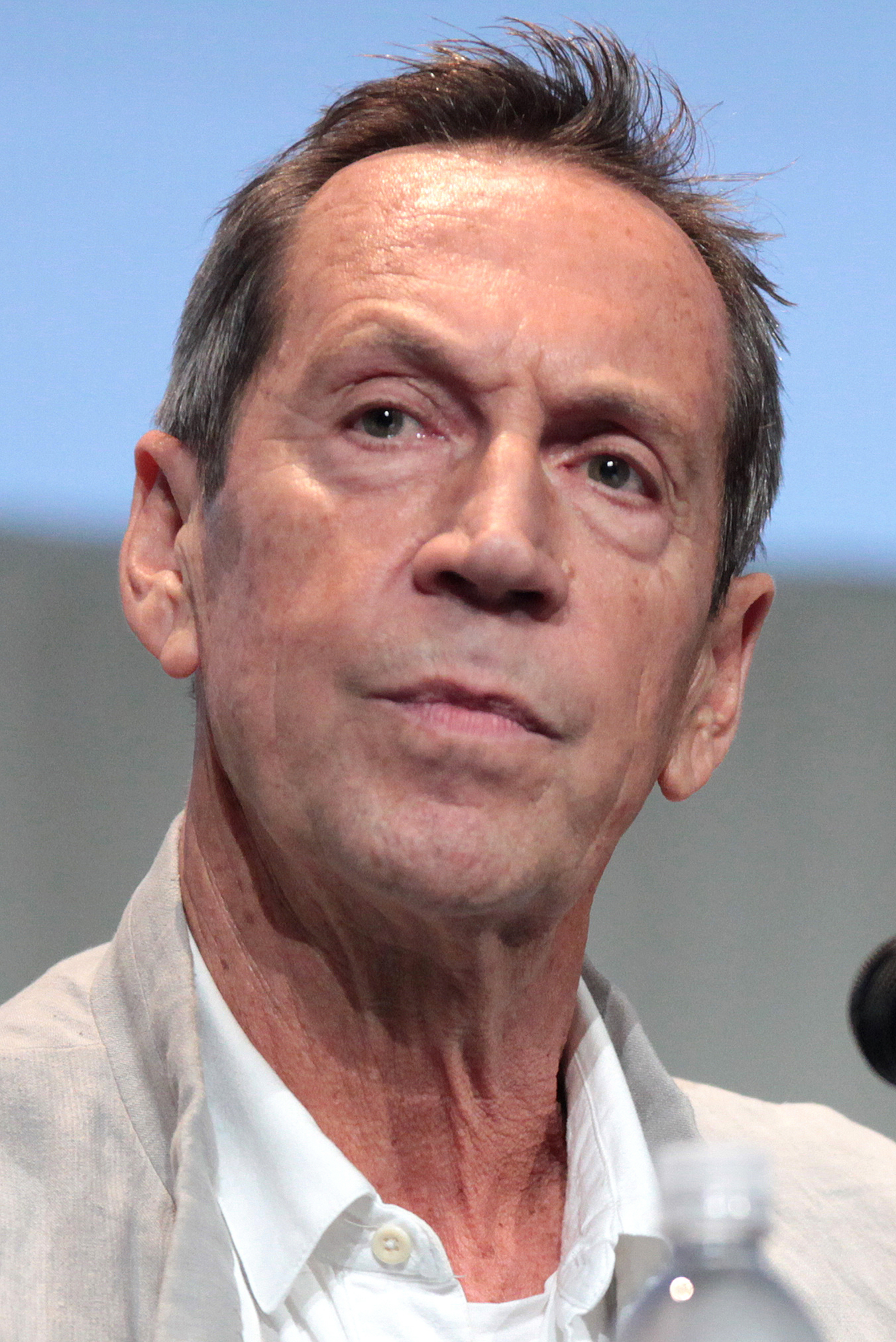
Jonathan Hyde interpreta Eldritch Palmer
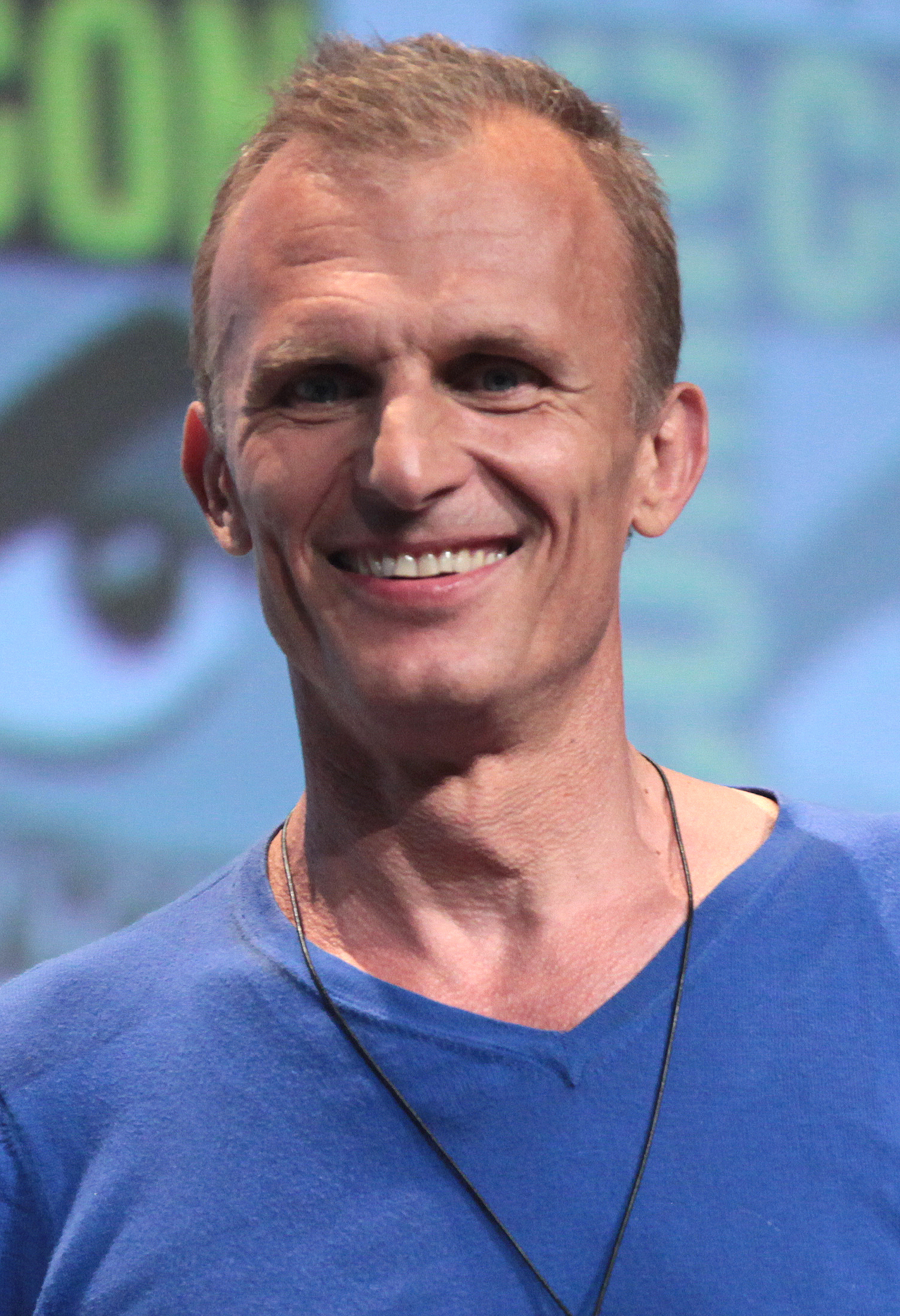
Richard Sammel interpreta Thomas Eichhorst
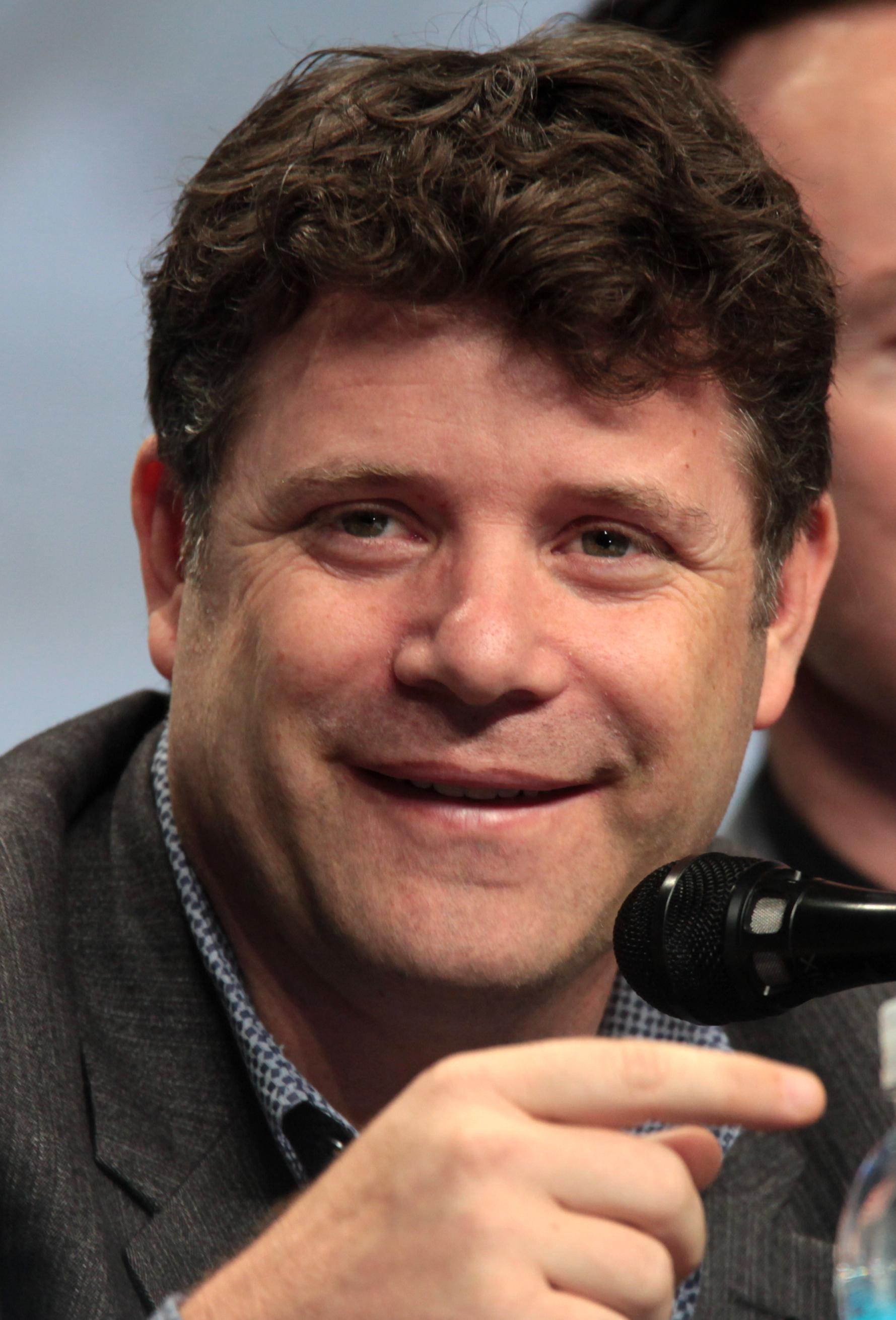
Sean Astin interpreta Jim Kent
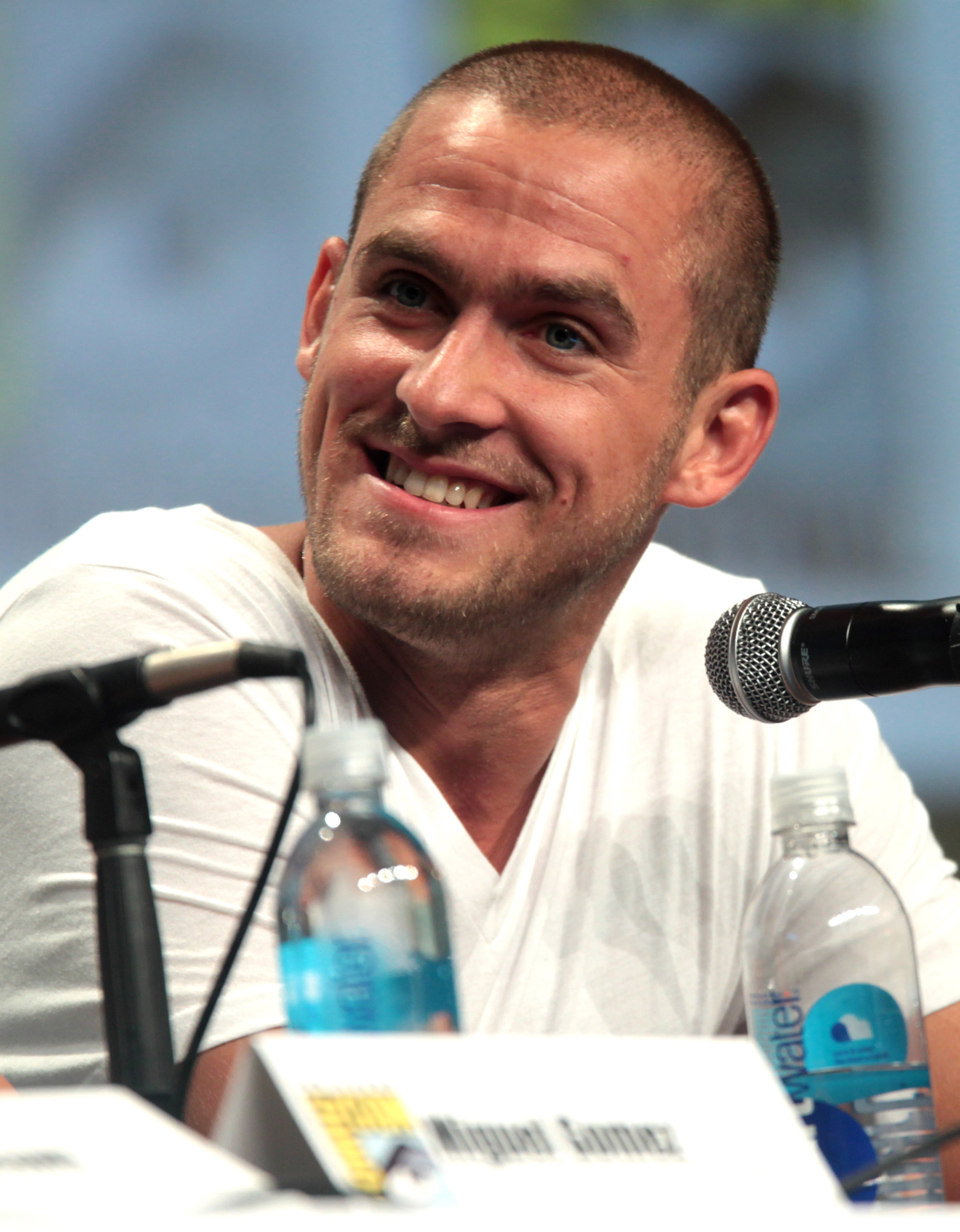
Jack Kesy interpreta Gabriel Bolivar
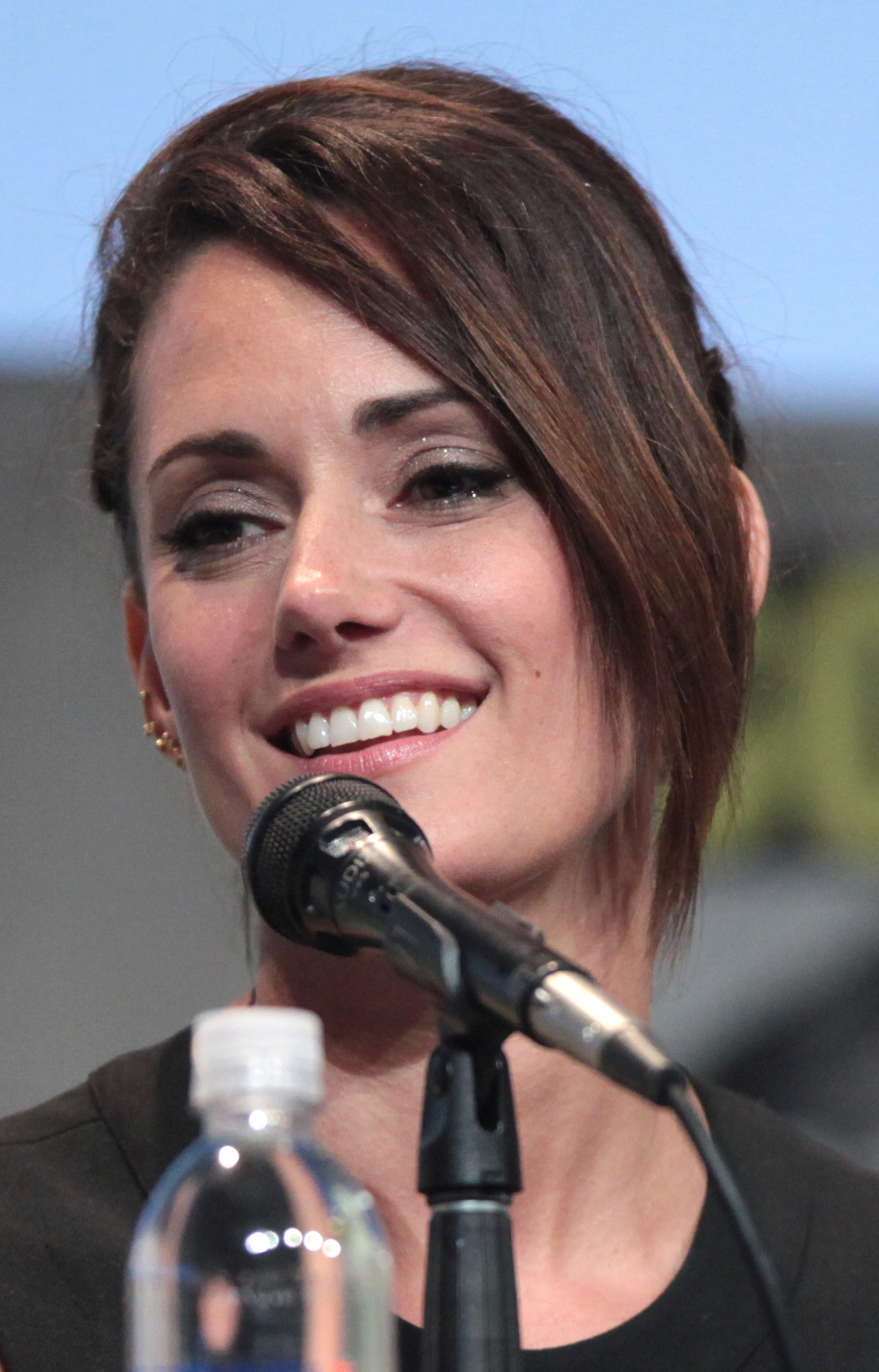
Natalie Brown interpreta Kelly Goodweather
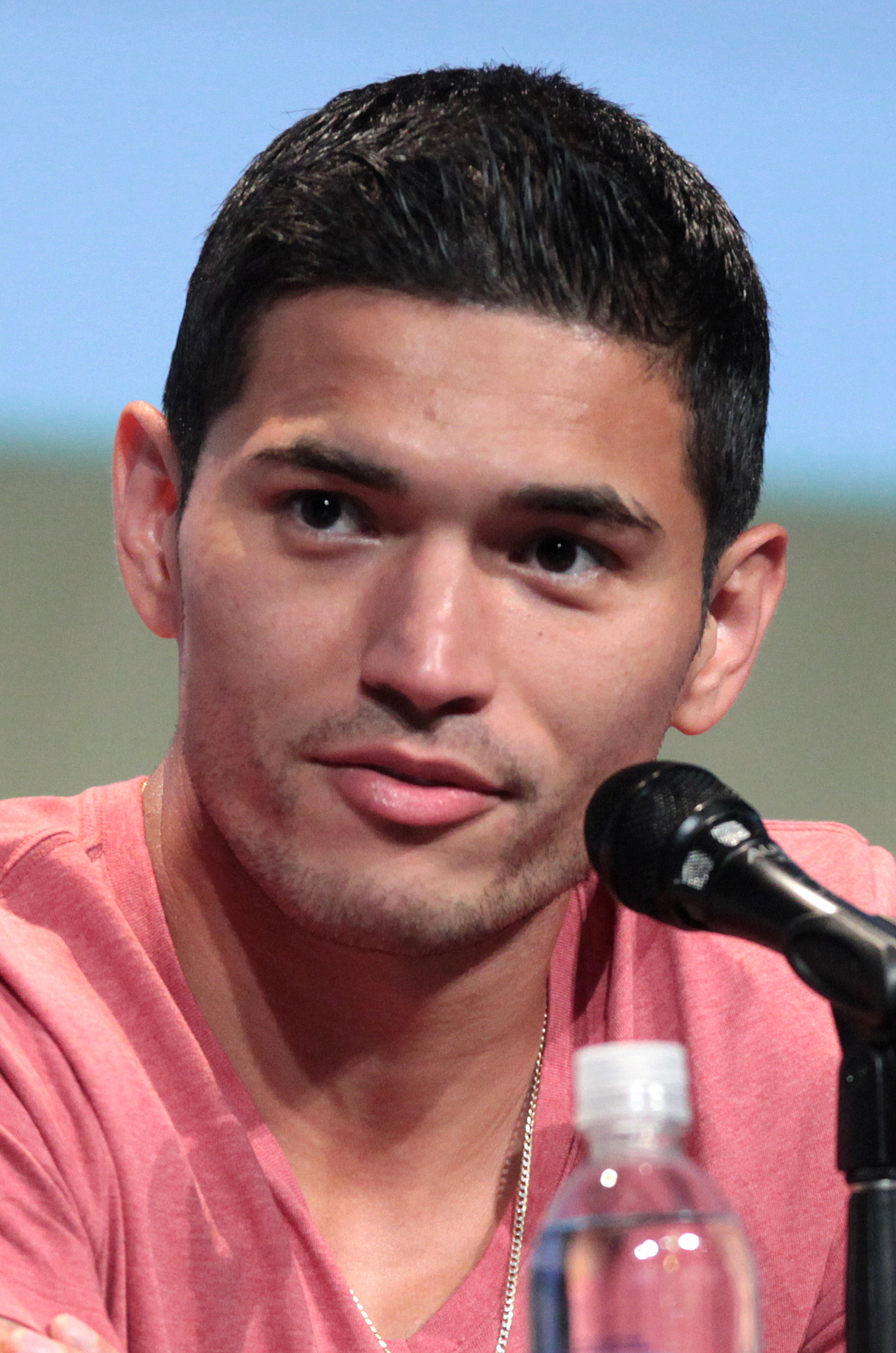
Miguel Gomez interpreta Gus Elizalde
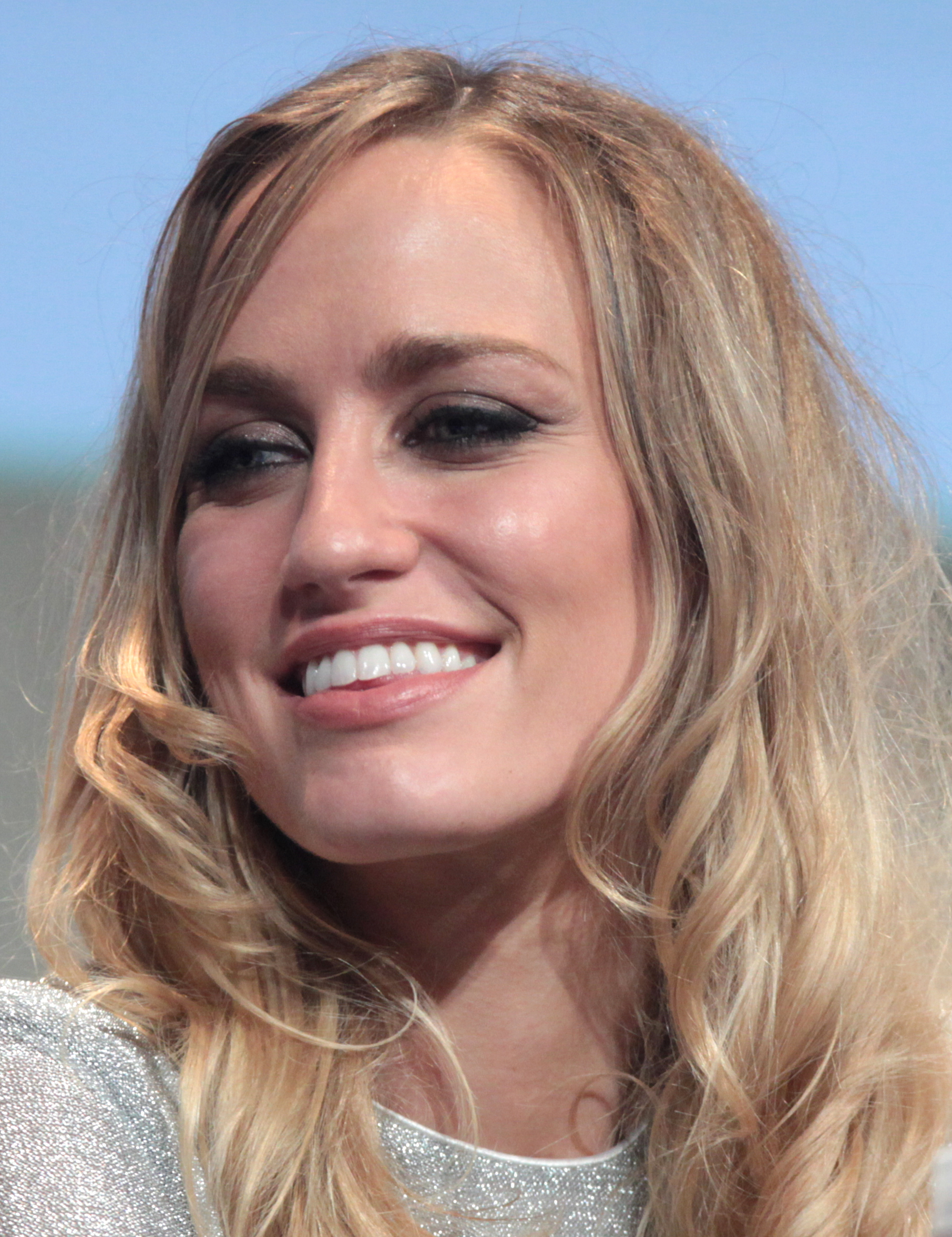
Ruta Gedmintas interpreta Dutch Velders
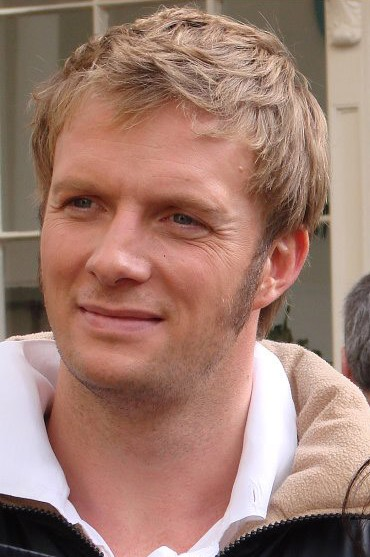
Rupert Penry-Jones interpreta Quinlan
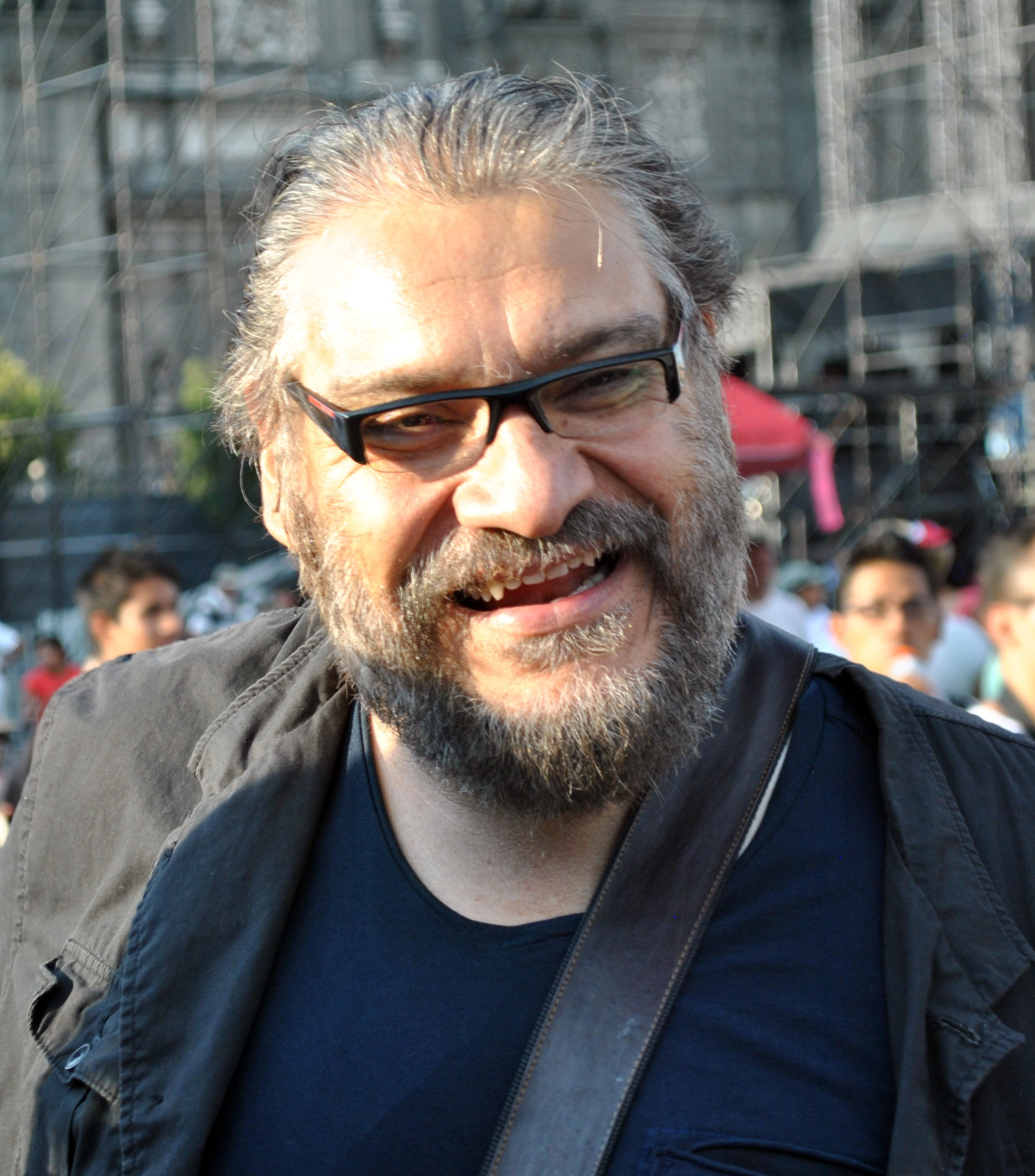
Joaquín Cosío interpreta Angel Guzman Hurtado

### Personaggi secondari
- Doyle Redfern (stagione 1), interpretato da Jonathan Potts, doppiato da Luca Biagini.
È il pilota dell'aereo e uno dei sopravvissuti.
- Joan Luss (stagione 1), interpretata da Leslie Hope.
È un avvocato e una delle sopravvissute al volo aereo.
- Emma Arnot (stagione 1), interpretata da Isabelle Nélisse.
È una bambina che viene trovata morta sull'aereo. Fa parte dei corpi che spariscono dall'obitorio.
- Ansel Barbour (stagione 1), interpretato da Nikolai Witschl, doppiato da Daniele Giuliani.
È uno dei sopravvissuti del volo aereo.
- Matt Sayles (stagione 1), interpretato da Drew Nelson.
È il fidanzato di Kelly Goodweather.
- Crispin Elizalde (stagione 1), interpretato da Francis Capra, doppiato da Paolo Vivio.
È il fratello truffatore di Gus.
- Reggie Fitzwilliam (stagioni 1-2), interpretato da Roger R. Cross, doppiato da Alessandro Ballico.
È il badante e capo della sicurezza di Palmer.
- Everett Barnes (stagioni 1-2), interpretato da Daniel Kash, doppiato da Pierluigi Astore.
È il direttore del CDC e in seguito segretario del Dipartimento della Salute.
- Gary Arnot (stagione 1), interpretato da Steven McCarthy.
È il padre di Emma.
- Guadalupe Elizalde (stagioni 1-3), interpretata da Adriana Barraza, doppiata da Doriana Chierici.
È la madre di Gus e Crispin.
- Margaret Pierson (stagione 1), interpretata da Maria Ricossa.
Segretaria del Dipartimento della Salute.
- Ruby Wain (stagione 1), interpretata da Regina King, doppiata da Federica De Bortoli.
È la manager e accompagnatrice di Bolivar.
- Diane (stagione 1), interpretata da Inga Cadranel, doppiata da Antonella Baldini.
Ragazza nativa del Queens e migliore amica di Kelly.
- Ann-Marie Barbour (stagione 1), interpretata da Alex Paxton-Beesley, doppiata da Francesca Manicone.
È la moglie di Ansel Barbour con cui ha due figli.
- Lauretta (stagione 1), interpretata da Katy Breier.
È una collega di lavoro di Fet.
- Sylvia Kent (stagione 1), interpretata da Melanie Merkosky, doppiata da Alessia Amendola.
È la moglie di Jim Kent affetta dal cancro.
- Felix (stagione 1), interpretato da Pedro Miguel Arce, doppiato da Alessio De Filippis.
È il miglior amico di Gus.
- Alonso Creem (stagioni 1-2, 4), interpretato da Jamie Hector, doppiato da Stefano Billi.
È un venditore di armi e capo di una gang.
- Neeva (stagione 1), interpretata da Kim Roberts.
Tata di Joan Luss e casalinga.
- Mariela Martinez (stagione 1), interpretata da Anne Betancourt, doppiata da Aurora Cancian.
È la madre di Nora affetta da demenza.
- Alexei Fet (stagioni 1, 3), interpretato da Damir Andrei.
È il padre di Vasiliy con il quale ha sentimenti di rancore.
- Vaun (stagioni 1-2), interpretato da Stephen McHattie, doppiato da Antonio Palumbo.
Vampiro a capo di una banda di cacciatori vampiri che lavora per Gli Antichi.
- Nikki Taylor (stagioni 1-2), interpretata da Nicola Correia Damude, doppiata da Francesca Manicone (stagione 2).
È la fidanzata di Dutch.
- Miriam Setrakian (stagioni 1-2), interpretata da Adina Verson, doppiata da Gemma Donati.
Era la moglie di Abraham.
- Membro degli Antichi (stagioni 1-3), interpretato da Doug Jones.
È uno dei sette antichi vampiri che abita nel sottosuolo di New York con altri due della sua specie.
- Jusef Sardu (stagioni 1-2), interpretato da Robert Maillet.
Nobile Polacco del XIX secolo che diventa il corpo ospite del Padrone dopo che quello originale è stato gravemente ferito.
- Coco Marchand (stagione 2), interpretata da Lizzie Brocheré, doppiata da Letizia Scifoni.
Assistente personale di Palmer.
- George Lyle (stagione 2), interpretato da Ron Canada, doppiato da Stefano Mondini.
È il sindaco di New York.
- Harrison e Pauline McGeever (stagione 2), interpretati da Ron Lea e Brenda Bazinet.
Una coppia di coniugi che vengono infettati e si offrono "volontari" agli esperimenti di Eph e Nora.
- Werner Dreverhaven (stagioni 2-3), interpretato da Nigel Bennett, doppiato da Ambrogio Colombo.
È un'ex medico nazista, trasformato da Eichhorst in uno strigoi.
- Frank Kowalski (stagioni 2-3), interpretato da Paulino Nunes, doppiato da Sergio Lucchetti.
È un capitano della polizia che lavora per Justine Feraldo.
- Curtis Fitzwilliam (stagione 2), interpretato da Kevin Hanchard, doppiato da Massimiliano Plinio.
È un vigile del fuoco e fratello di Reggie.
- Aanya Gupta (stagione 2), interpretata da Parveen Kaur.
È una cameriera e figlia del proprietario del Tandoori Palace.
- Naren e Vhini Gupta (stagione 2), interpretati da Sugith Varughese e Sonya Anand.
Sono i genitori di Aanya.
- Rudyard Fonescu (stagione 2), interpretato da David Schaal e Christian Distefano (da bambino), doppiato da Fabrizio Russotto.
È l'uomo che possiede l'Occido Lumen, il libro nel quale è scritto l'origine e la possibile fine del Padrone.
- Eve (stagione 2), interpretata da Miranda Edwards.
Agente delle risorse umane che accompagna Quinlan a New York.
- McNamara (stagione 2), interpretato da Tom Kemp, doppiato da Paolo Marchese.
È il cardinale che ha degli interessi sia con Setrakian che con Palmer.
- Marcus (stagioni 2, 4), interpretato da Dewshane Williams, doppiato da Simone Veltroni.
Socio di Alonso Creem.
- Kroft (stagione 3), interpretato da Aaron Lazar, doppiato da Gianfranco Miranda.
È un ufficiale delle Navy Seals.
- Lar (stagione 3), interpretato da Ryan Hollyman, doppiato da Massimiliano Plinio.
È un altro vampiro che lavora per Gli Antichi.
- Kate Rogers (stagione 3), interpretata da America Olivo, doppiata da Selvaggia Quattrini.
Capitano di una squadra di polizia di New York.
- Carla Davis (stagione 3), interpretata da Elizabeth Saunders.
Badante di Palmer.
- Tardi (stagione 3), interpretato da Lee Tergesen, doppiato da Loris Loddi.
Spietato agente di polizia che sfrutta i prigionieri, tra cui i nuovi arrivati Gus e Angel.
- Sanjay Desai (stagioni 3-4), interpretato da Cas Anvar, doppiato da Francesco Bulckaen (stagione 3) e Francesco Pezzulli (stagione 4).
Nuovo socio in affari di Thomas Eichhorst.
- Sean Duncan (stagione 3), interpretato da Dwain Murphy, doppiato da Paolo Vivio.
Nuovo capo della sicurezza di Palmer.
- Charlotte (stagione 4), interpretata da Rhona Mitra, doppiata da Domitilla D'Amico.
Fidanzata di Fet che fa parte della resistenza contro il Padrone.
- Alex Green (stagione 4), interpretata da Angel Parker, doppiata da Laura Lenghi.
È la leader di un gruppo di combattenti anti-strigoi.
- Jason Green (stagione 4), interpretato da Rainbow Francks, doppiato da Paolo Vivio.
È il fratello di Alex.
- Abby (stagione 4), interpretata da Jocelyn Hudon, doppiata da Joy Saltarelli.
È una ragazza che fa la domestica dove vive Zach, il quale è innamorato.
- Daniel Roman (stagione 4), interpretato da K.C. Collins, doppiato da Andrea Mete.
Membro della resistenza di Fet e Quinlan.
- Raul (stagione 4), interpretato da Michael Reventar, doppiato da Gianluca Crisafi.
È il cugino di Gus.
- Rosalinda (stagione 4), interpretata da Jess Salgueiro.
È una donna che viene tenuta in una struttura per donne incinte da Desai.
- Oscar (stagione 4), interpretato da Dayton Sinkia.
È un membro della banda di Gus.

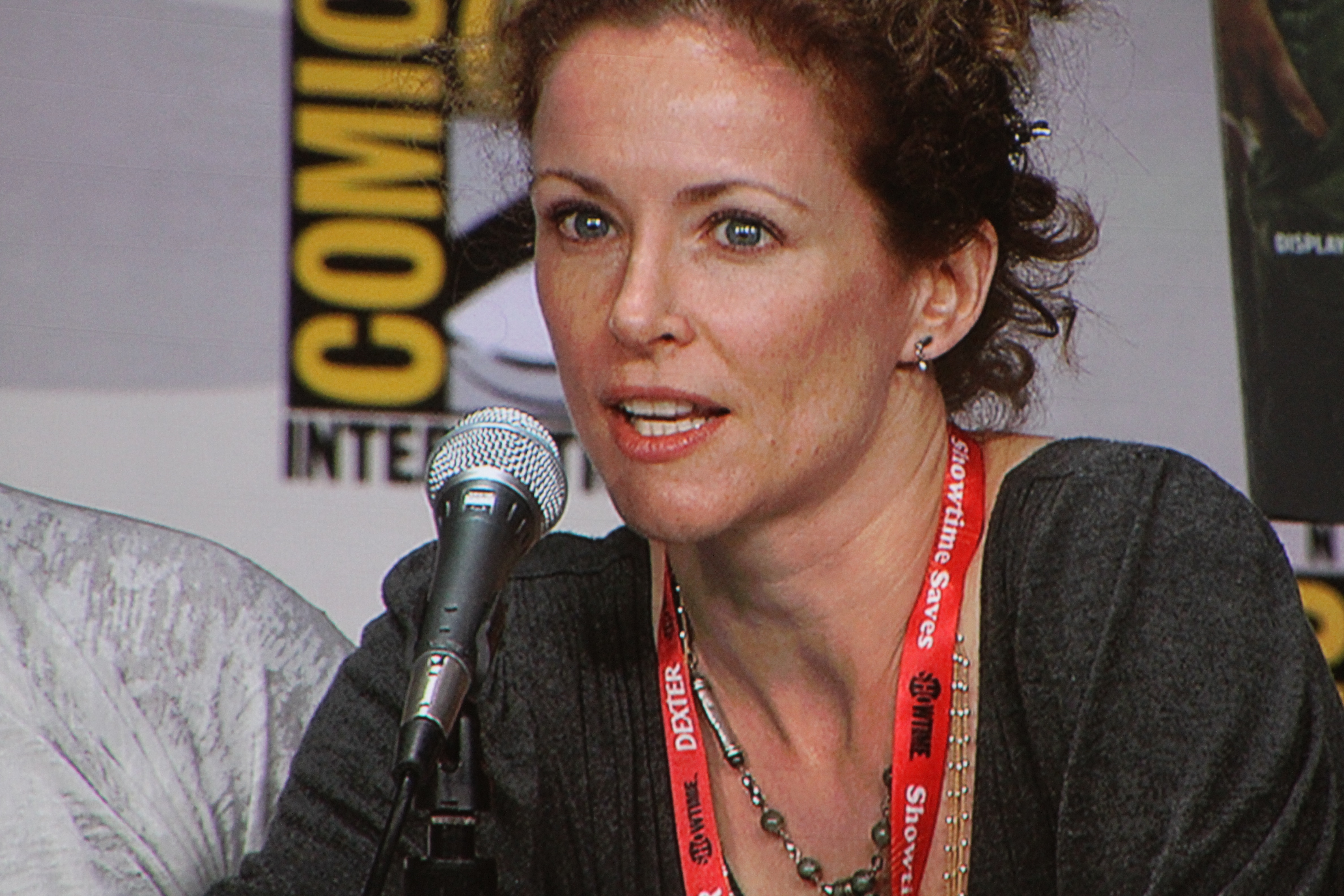
Leslie Hope interpreta Joan Luss
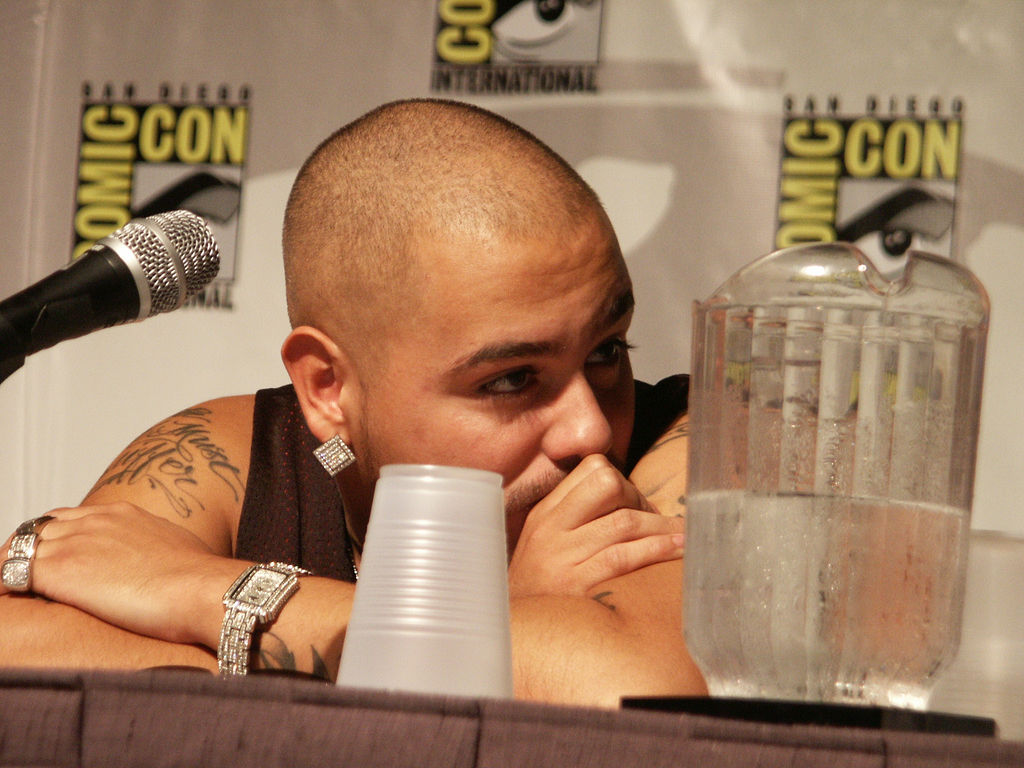
Francis Capra interpreta Crispin Elizalde
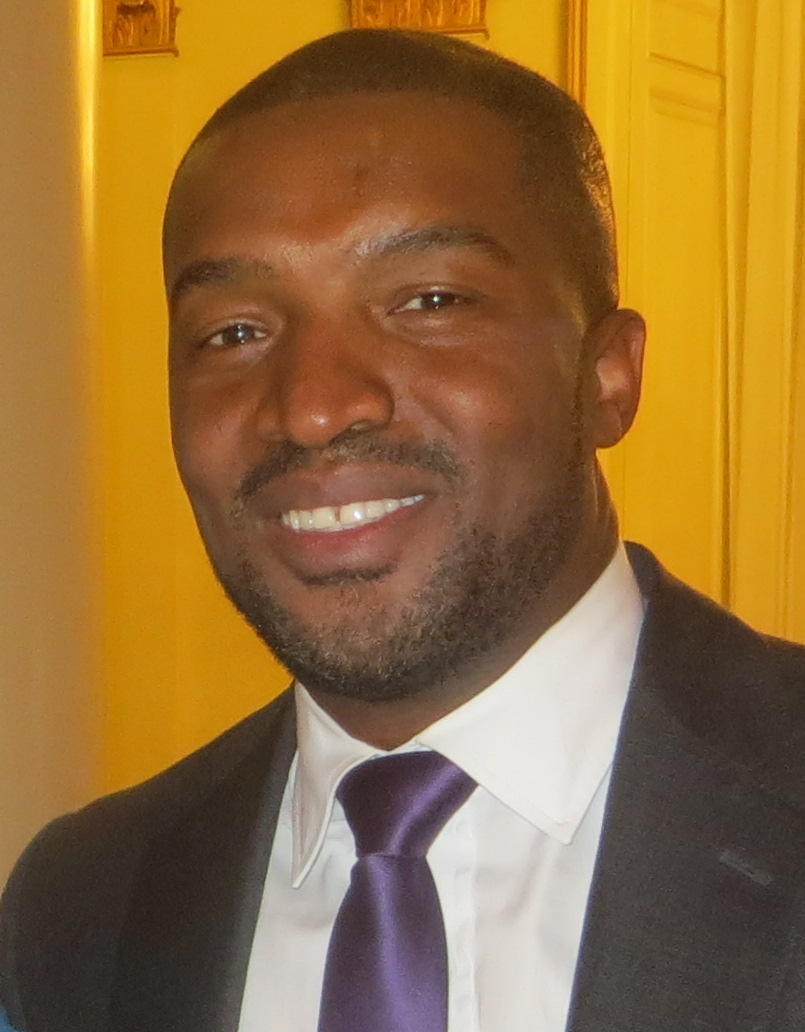
Roger R. Cross interpreta Reggie Fitzwilliam
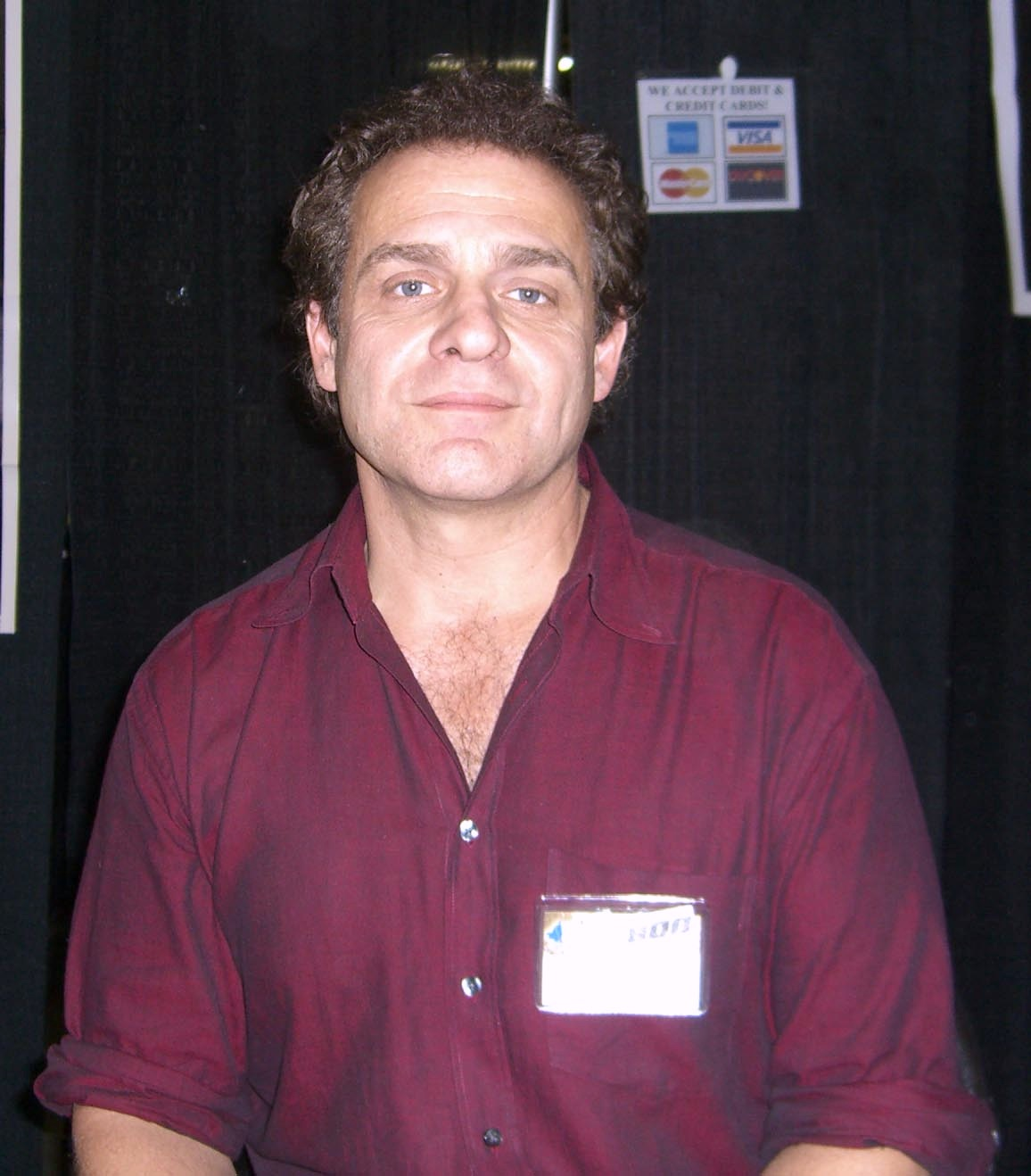
Daniel Kash interpreta Everett Barnes
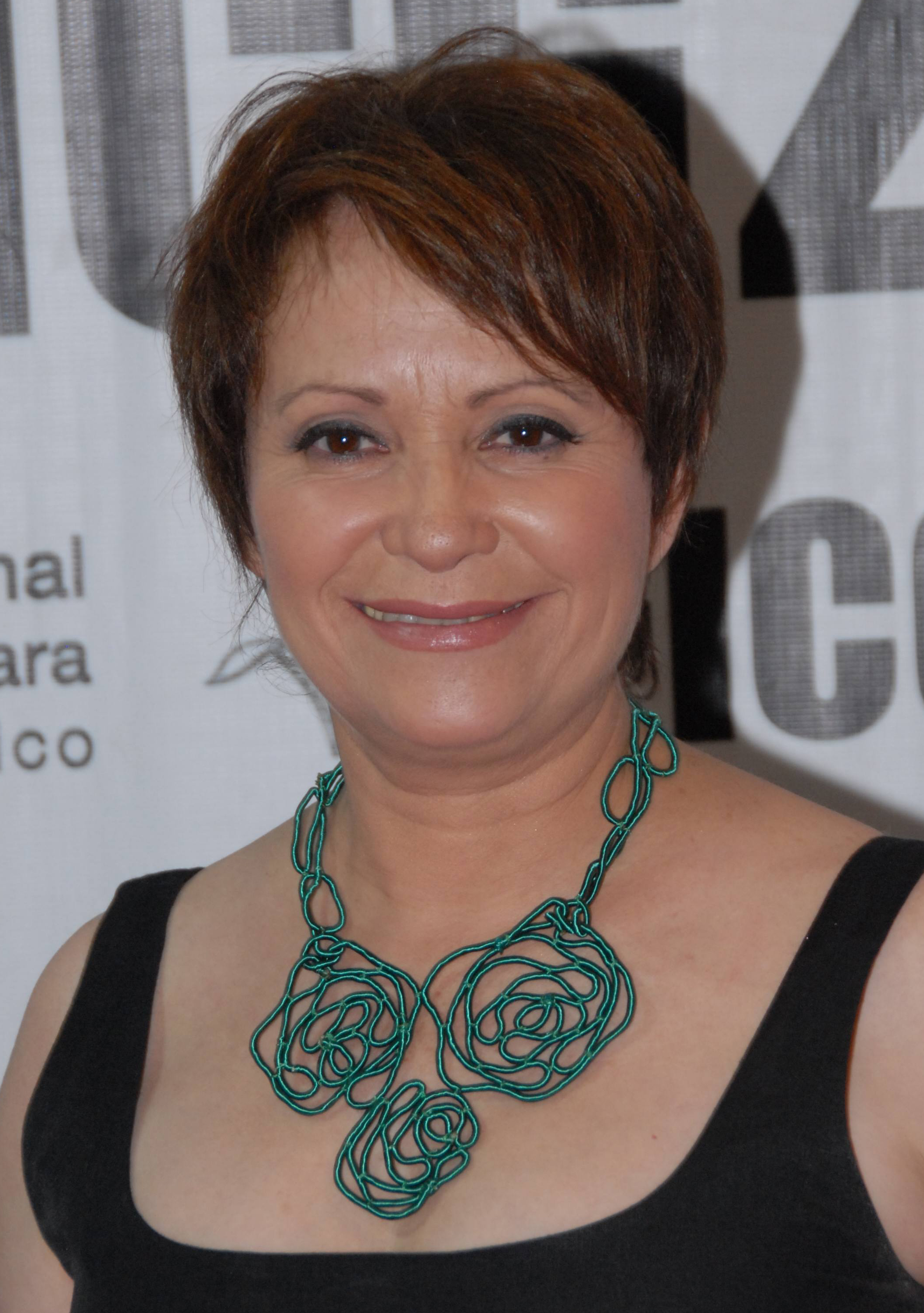
Adriana Barraza interpreta Guadalupe Elizalde
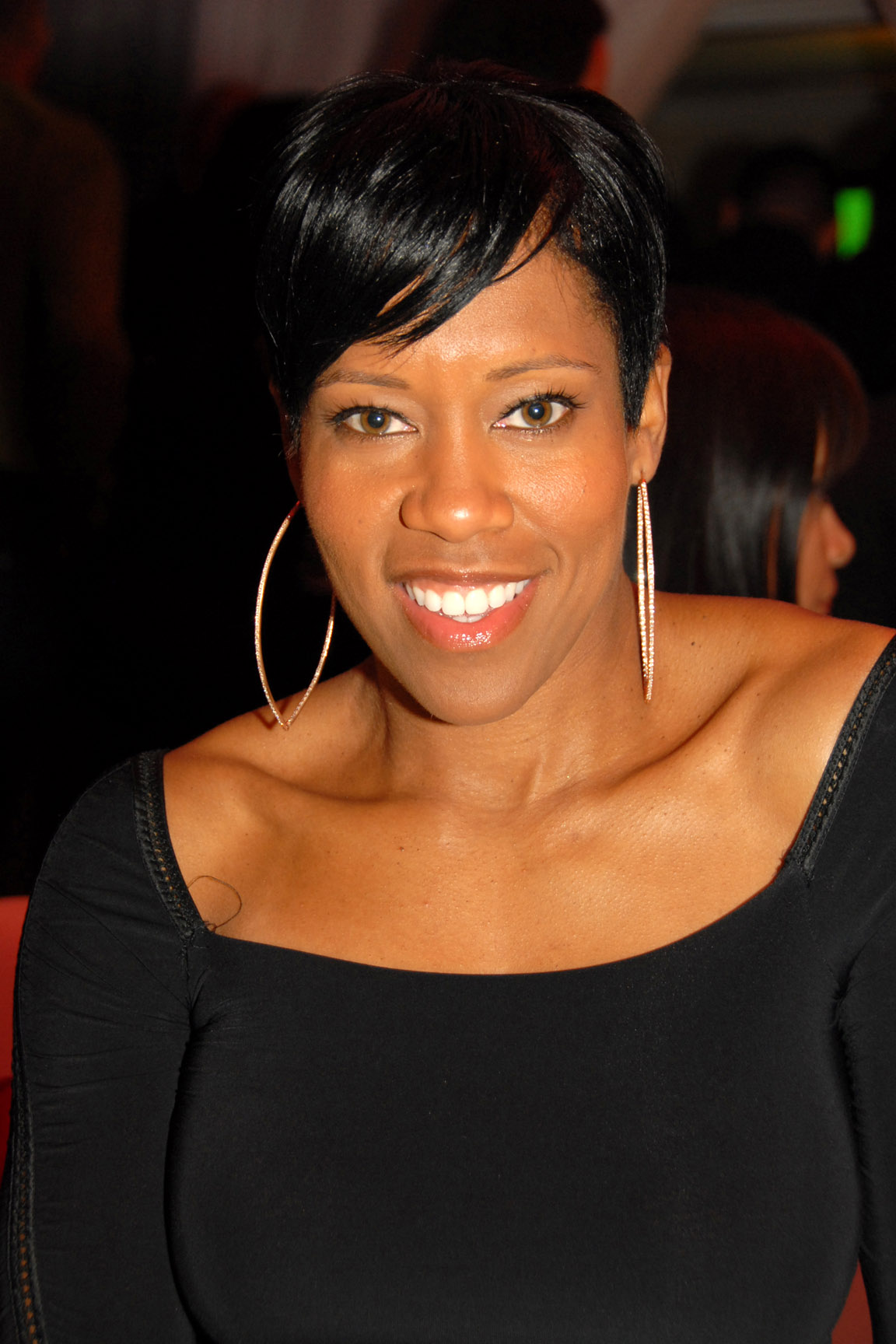
Regina King interpreta Ruby Wain
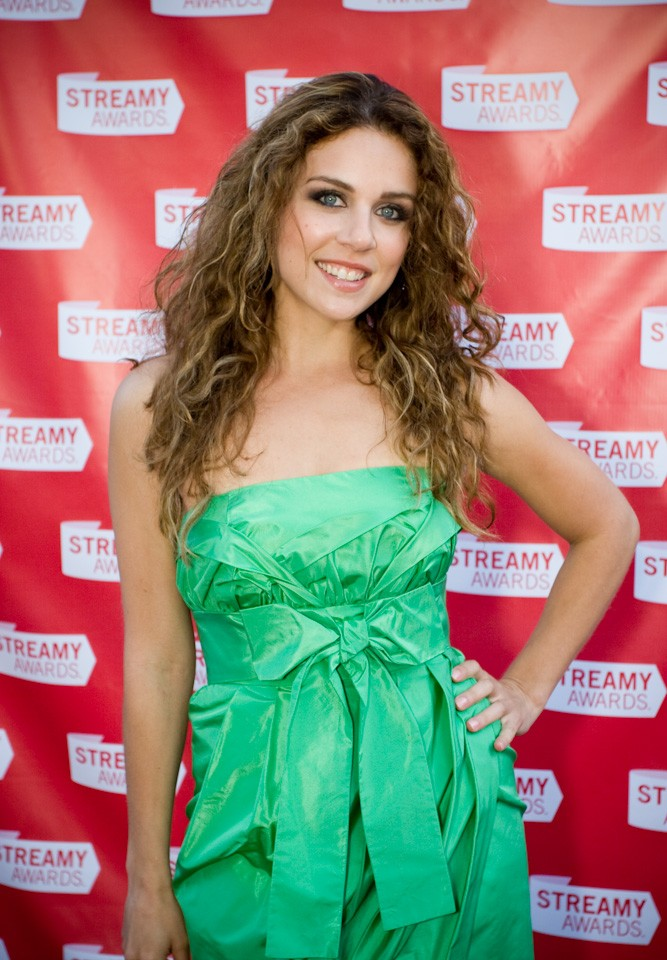
Melanie Merkosky interpreta Sylvia Kent
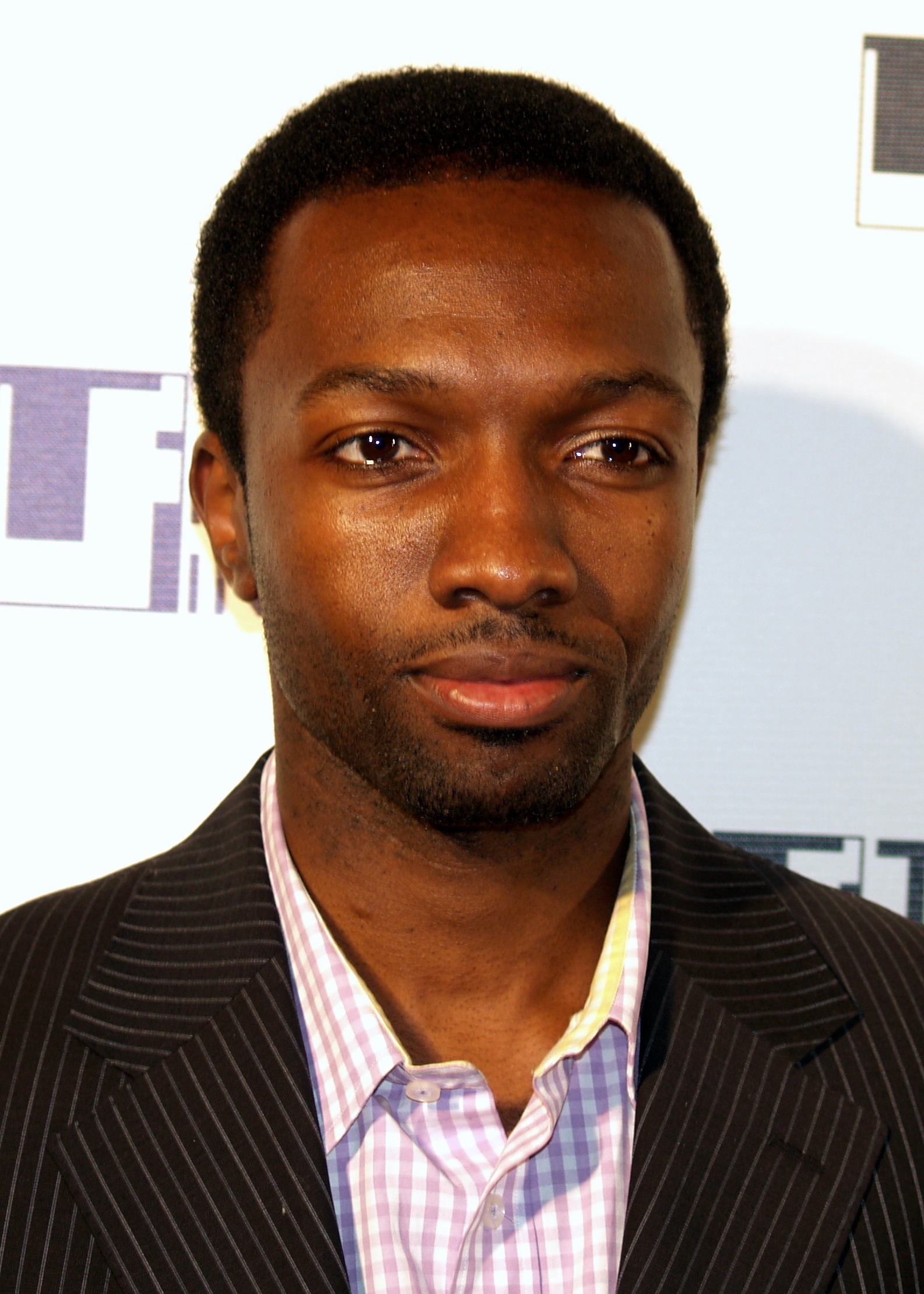
Jamie Hector interpreta Alonso Creem
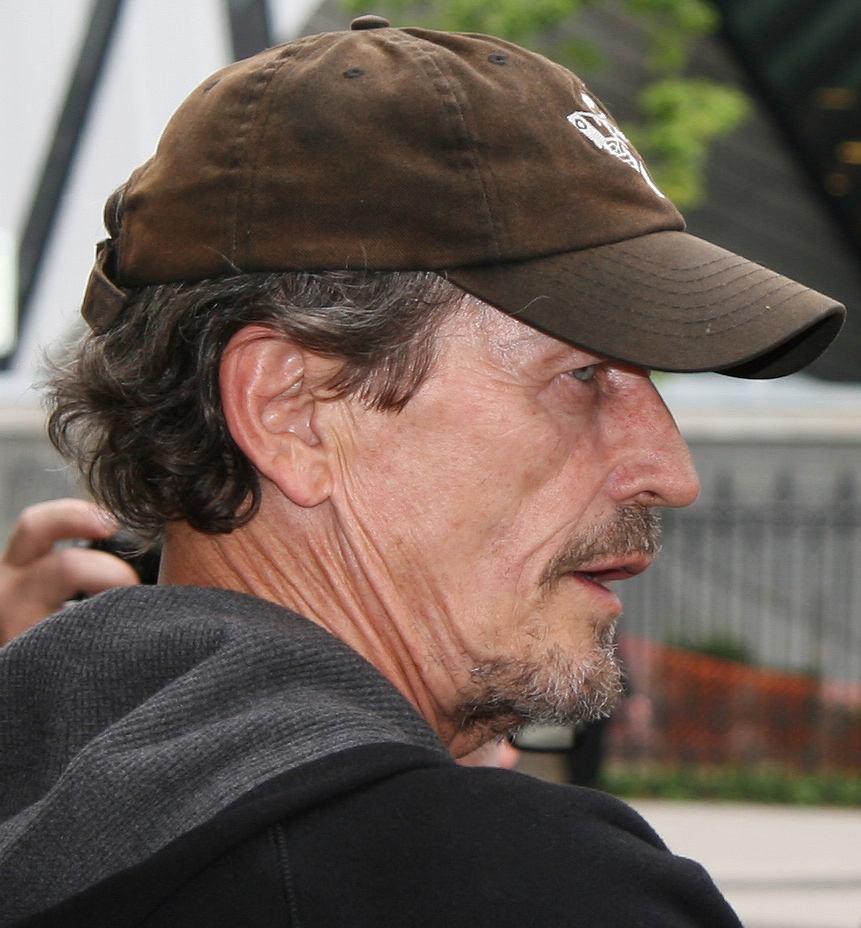
Stephen McHattie interpreta Vaun
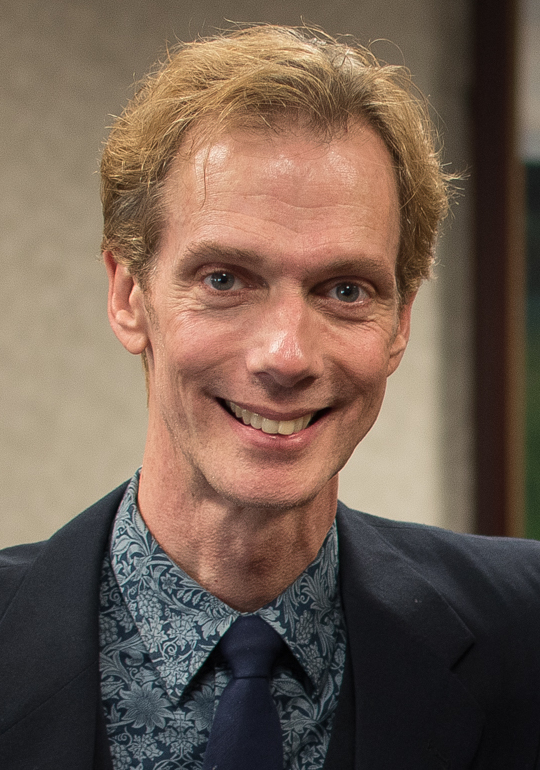
Doug Jones interpreta un membro degli Antichi
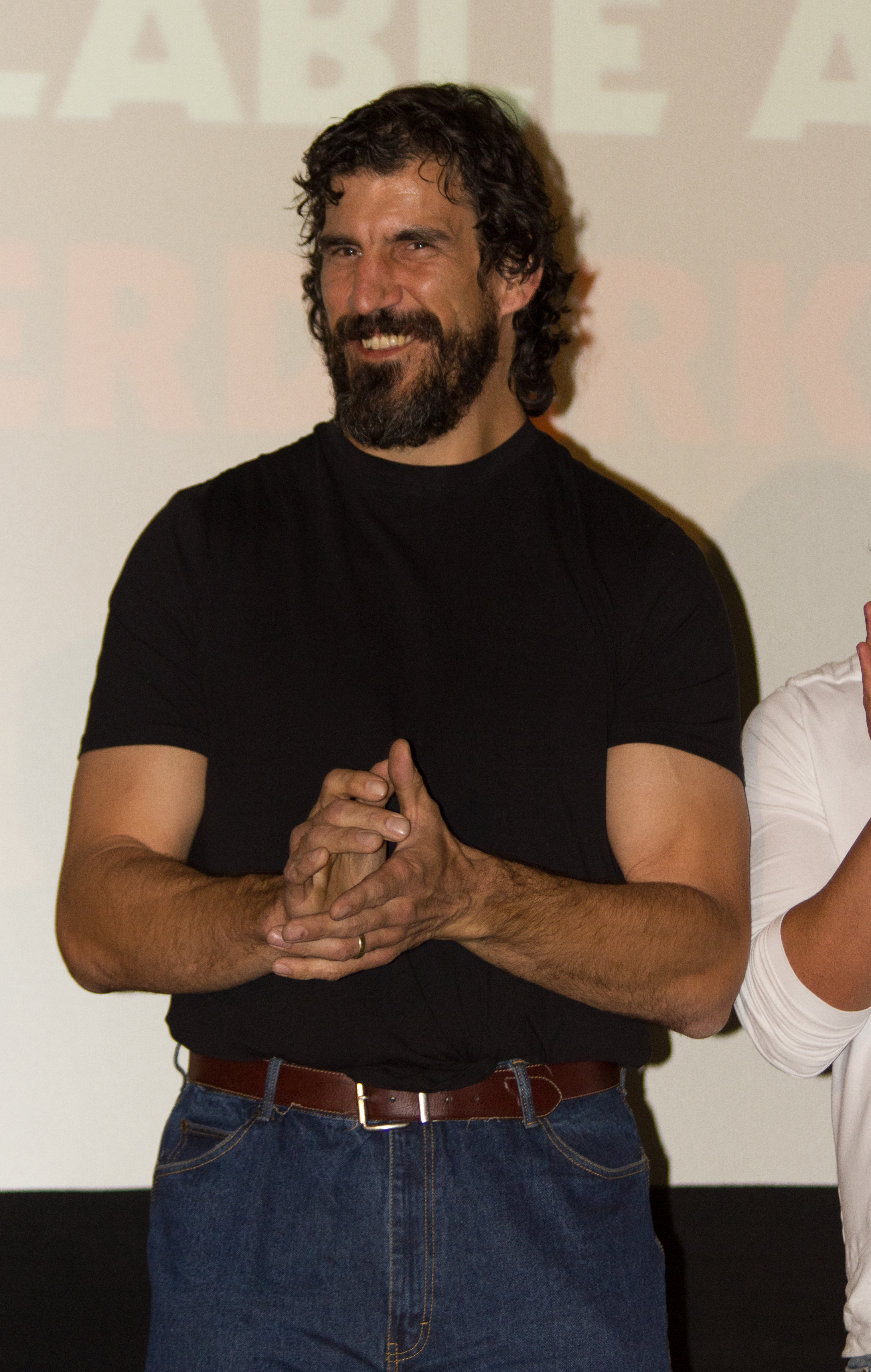
Robert Maillet interpreta Jusef Sardu
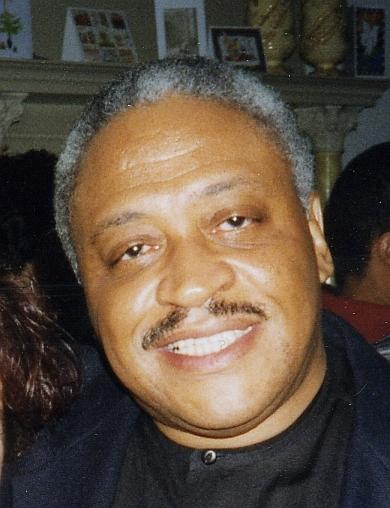
Ron Canada interpreta George Lyle
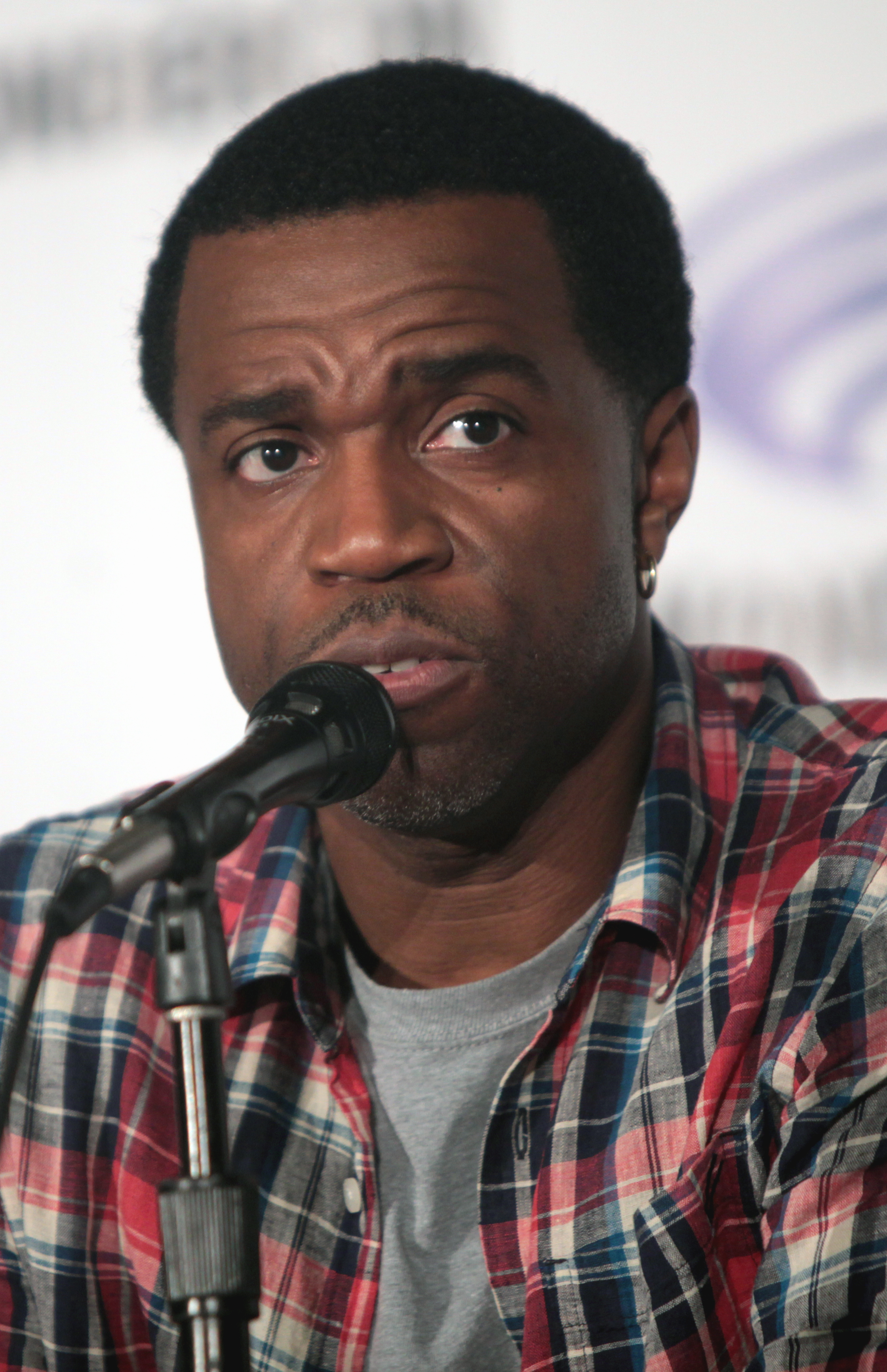
Kevin Hanchard interpreta Curtis Fitzwilliam
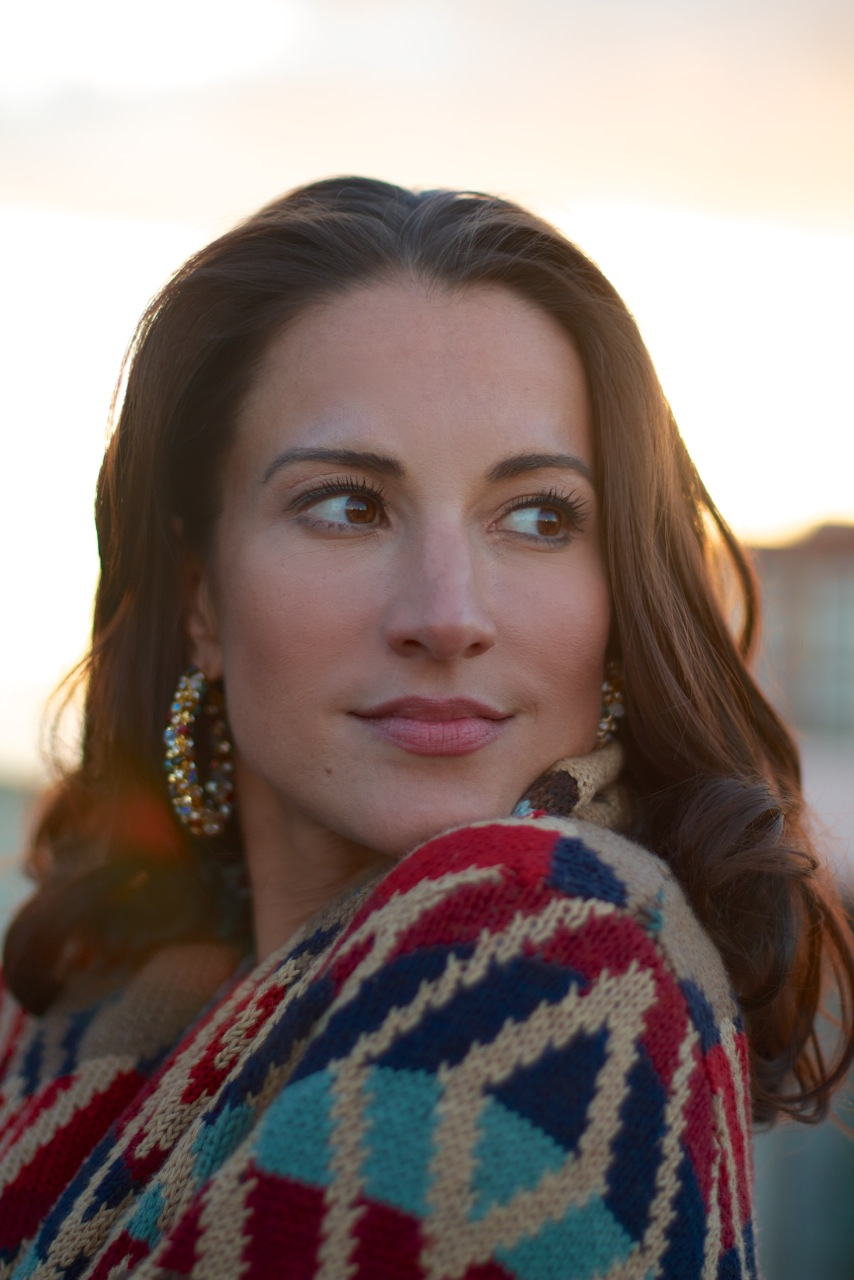
America Olivo interpreta Kate Rogers
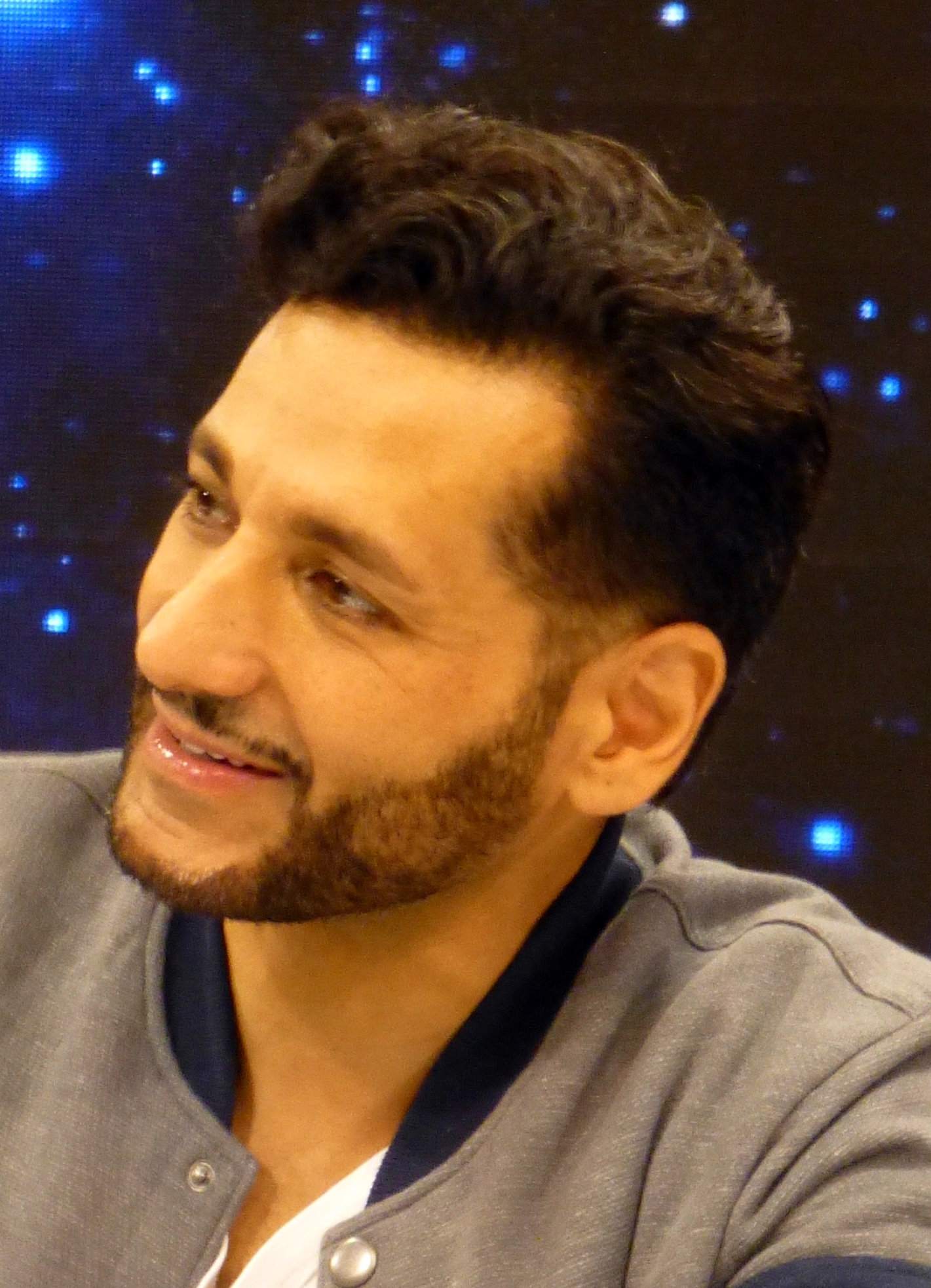
Cas Anvar interpreta Sanjay Desai
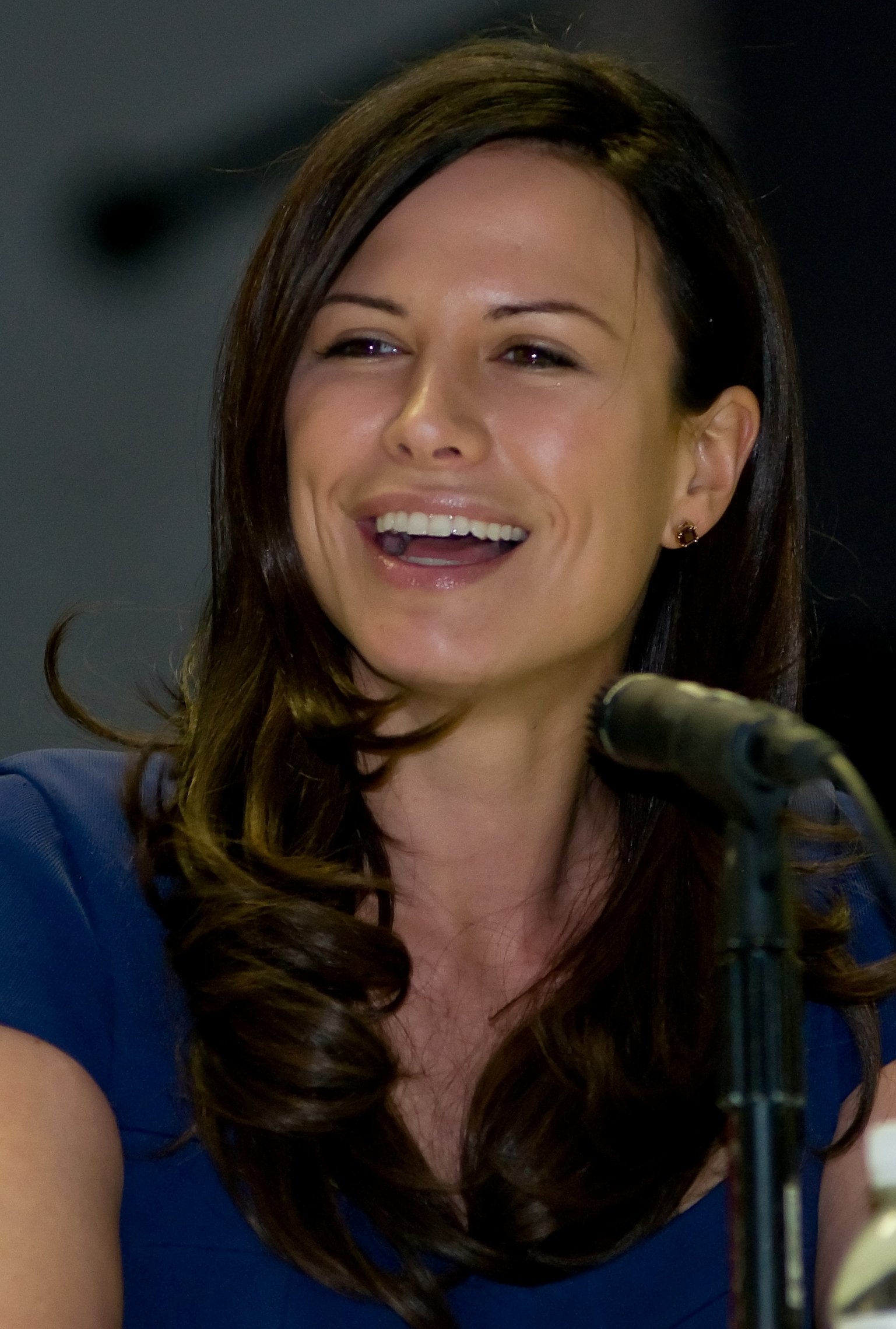
Rhona Mitra interpreta Charlotte

## Produzione

### Sviluppo
Guillermo del Toro concepì The Strain nel 2006 come serie televisiva, ma lo sviluppo si fermò quando il presidente della Fox gli chiese di trasformare la serie in una comedy. Un agente del network suggerì di sviluppare il concept dello show in una serie di libri. Del Toro chiese allora a Chuck Hogan di aiutarlo a scrivere i libri, spiegando di voler dare alla serie un tono realistico e da procedura. Hogan acconsentì dopo aver letto solo una pagina e mezzo del soggetto di dodici pagine scritto da del Toro. Il duo collaborò per il primo anno senza un contratto o un accordo con un editore. Il primo libro, La progenie (The Strain) è uscito nel 2009, seguito poi da La caduta (The Fall) (2010) e Notte eterna (The Night Eternal) (2011).
Dopo l'uscita del primo libro gli studios e i network televisivi cominciarono a fare delle offerte per ottenere i diritti cinematografici e televisivi, ma del Toro e Hogan declinarono tutte le proposte, affermando di non voler essere influenzati dalla trasposizione mentre stavano ancora scrivendo i libri. Dopo la pubblicazione del terzo libro gli autori iniziarono delle trattative con tutti i canali via cavo che avevano espresso interesse. FX venne ritenuto il più adatto perché acconsentì a seguire fedelmente i libri e concepì subito The Strain come una serie con un finale ben chiaro formata da tre a cinque stagioni. Del Toro affermò che i primi due libri possono essere adattati ciascuno in una sola stagione, mentre Notte eterna potrebbe essere diviso in due o tre stagioni. Gli autori sono inoltre aperti a eventuali libertà creative che possano far proseguire la serie, incorporando anche elementi eliminati dai libri. Del Toro intende dirigere quanti più episodi possibili, a seconda dei suoi impegni cinematografici. Prima che la serie venisse annunciata, FX fece scrivere al team di sceneggiatori altri dieci episodi che vennero poi riscritti da del Toro. Il presidente di FX John Landgraf ha affermato che la serie sarà composta da "39-65 episodi, non uno in meno, non uno in più", aggiungendo: "E se la lunghezza di una serie televisiva fosse il modo migliore per raccontare questa storia?".

Parlando dello stile della serie, del Toro ha affermato:
FX ha ordinato una prima stagione da tredici episodi il 19 novembre 2013, annunciando inoltre che sarebbe andata in onda dal luglio 2014. Il 6 agosto 2014 FX ha rinnovato la serie per una seconda stagione da 13 episodi.
Il 6 maggio 2015 FX ha pubblicato il trailer ufficiale della seconda stagione. Ad agosto 2015 la serie è stata rinnovata per una terza stagione.
Il 27 settembre 2016 la serie è stata rinnovata per una quarta e ultima stagione, in onda dal 16 luglio 2017.

### Riprese
Le riprese del pilot cominciarono il 17 settembre 2013 a Toronto, in Canada e continuarono fino al 31 ottobre dello stesso anno. Dopo l'ordine della prima stagione le riprese della prima stagione furono fissate dal 25 novembre 2013 al 30 aprile 2014.

### Colonna sonora
Le musiche della serie sono composte da Ramin Djawadi, che aveva già collaborato con del Toro per Pacific Rim.

### Marketing
Il poster della serie raffigura un verme, portatore del virus vampirico, intento a scavare un'entrata dentro un occhio umano. In seguito a delle lamentele ricevute da parte dei cittadini di molte città statunitensi, FX ha provveduto a sostituire il poster.

## Accoglienza
La serie ha ricevuto recensioni positive da parte della critica; ha ottenuto un punteggio di 72/100 su Metacritic basato su 38 recensioni. Sul sito Rotten Tomatoes ha una percentuale dell'87% di gradimento sulla base di 53 recensioni. Anche la seconda e la terza stagione hanno ricevuto critiche positive, ricevendo rispettivamente 66/100 e 62/100 da Metacritic.